# Gustave Eiffel
Pour les articles homonymes, voir Gustave et Eiffel.
Alexandre Gustave Eiffel, né Bonickhausen dit Eiffel le 15 décembre 1832 à Dijon et mort le 27 décembre 1923 à Paris 8e, est un ingénieur centralien et un industriel français, célèbre pour ses nombreuses réalisations en architecture métallique.
Issu d'une famille bourgeoise, il effectue de brillantes études à l'École centrale des arts et manufactures de Paris. Diplômé en 1855, il commence sa carrière en travaillant sur de grands projets ferroviaires, notamment la construction de ponts métalliques. En 1866, il fonde sa propre entreprise et se spécialise dans la construction de structures métalliques de grande envergure. Il révolutionne l'architecture de son époque, en repoussant les limites de la construction métallique.
La tour Eiffel, érigée pour l'Exposition universelle de 1889, est sans doute son œuvre la plus célèbre. Ce monument, à l'époque la plus haute structure du monde, devient rapidement un symbole de Paris et de la France. Outre cette tour, il conçoit de nombreuses structures métalliques remarquables, telles que la statue de la Liberté à New York, le viaduc de Garabit dans le Cantal ou le pont Maria Pia à Porto. Ces réalisations témoignent de son talent d'ingénieur et de son influence sur l'architecture mondiale.
Il consacre les dernières années de sa vie à la météorologie et à l'aérodynamique. Il équipe la tour Eiffel d'instruments de mesure et réalise de nombreuses expériences sur les effets du vent sur les structures. Il meurt à Paris en 1923, laissant un héritage considérable qui fait de lui une figure incontournable de l'histoire de l'ingénierie. Ses travaux ont contribué à façonner le paysage urbain de nombreuses villes à travers le monde.

## Biographie

### Premiers pas
Sa famille a porté longtemps le nom double « Bönickhausen dit Eiffel » (ou « Bonickhausen dit Eiffel » sans tréma, pour Gustave à sa naissance). Son deuxième nom a été ajouté par un ancêtre allemand qui s'est installé à Paris au début du XVIIIe siècle, et qui était originaire de l'Eifel, à Marmagen dans l'actuelle Rhénanie-du-Nord-Westphalie. Le nom de Eiffel sonnant moins germanique que le patronyme originel de la famille, Bönickhausen, à une période férocement anti allemande, Gustave souhaite retirer ce nom ayant « une consonance allemande qui inspire [des] doutes sur [sa] nationalité française, et ce simple doute est de nature à [lui] causer, soit individuellement, soit commercialement, le plus grand préjudice ». En effet, en 1875, un dessinateur, que Gustave a licencié, le diffame en l’accusant d’être un espion à la solde de Bismarck. Gustave porte plainte, fait condamner le dessinateur et, le 12 mars 1877, se pourvoit devant le garde des sceaux pour ne plus porter que le nom d’Eiffel. L’autorisation de porter le patronyme d’Eiffel lui est accordée par un décret du 1er avril 1879, puis par un jugement du tribunal de première instance de Dijon du 15 décembre 1880.
Son père, Alexandre Bönickhausen dit Eiffel, officier, engagé dans les armées napoléoniennes en 1811, devient secrétaire de l'intendance militaire de Dijon, ville où il épouse, le 23 novembre 1824, Catherine-Mélanie Moneuse, fille d'un négociant de bois. Celle-ci se lance dans le négoce de la houille en acquérant les concessions de plusieurs mines de charbon (devenant ainsi l'une des toutes premières femmes chef d'entreprise en France), à une époque où ce marché est en pleine expansion grâce à l'essor de la révolution industrielle, et parvient, à grands efforts, à se constituer une petite fortune personnelle. Son frère, Bernard-Gilles Moneuse, est l'époux de Tullie Moneuse, née Caignet. Catherine-Mélanie convainc son mari de quitter son emploi administratif pour se charger de la comptabilité de son entreprise prospère.
Ses parents travaillant énormément, il est confié pendant sa petite enfance à sa grand-mère maternelle habitant Dijon. Durant son enfance, Gustave Eiffel vit également au château du Castel, situé aussi à Dijon, actuellement inclus dans le périmètre du lycée Le Castel. De 1843 à 1850, il fait ses études au collège royal de Dijon, actuel collège Marcelle-Pardé. À 18 ans, en 1850, son baccalauréat en poche, il quitte Dijon pour entrer au collège Sainte-Barbe de Paris en vue de la préparation du concours d'entrée à l'École polytechnique. Mais il échoue à l'oral et choisit d'entrer à l'École centrale des arts et manufactures de Paris dont il sort diplômé en 1855. Il choisit alors comme spécialité la chimie, en vue de reprendre la direction de l'usine de son oncle. Mais à cause d'une brouille familiale, il s'oriente vers la métallurgie, domaine d'activité que sa mère connaît et dans lequel elle a des relations. Il réside à Clichy à partir de 1856.

### Débuts
Après avoir été employé pendant quelques mois aux Forges de Châtillon-sur-Seine où son beau-frère est directeur, Eiffel fait la rencontre en 1856, par l'entremise de sa mère, de Charles Nepveu, entrepreneur parisien spécialisé dans la construction métallique, pionnier de l'utilisation d'air comprimé dans les forages, par ailleurs proche des frères Pereire. Résistant, léger et facile à manipuler, l'acier commence à s'imposer pour la construction de ponts et de charpentes, liés en particulier à l'essor des chemins de fer. Le jeune ingénieur fait bientôt la preuve de ses talents. Eiffel est placé par Nepveu, dont les affaires ne sont pas florissantes, à la Compagnie des chemins de fer de l'Ouest, où il étudie son premier ouvrage : un petit pont en « tôle » pour le chemin de fer de Saint-Germain. En dehors de cet emploi, il travaille avec Nepveu, à une offre pour la construction d'un pont ferroviaire sur la Garonne. Fort de ce marché probable, Nepveu cède son affaire à la Compagnie belge de matériels de chemins de fer dirigée par François Pauwels, qui embauche Eiffel.
Ainsi sa première grande réalisation fut le pont ferroviaire de Saint-Jean à Bordeaux en 1858 en collaboration avec Paul Régnauld, chantier dont il assume la direction à vingt-six ans. Gustave Eiffel utilise alors la technique de fondation à air comprimé lors de l'exécution des piles tubulaires. Or, il est l'auteur d'une étude : Le fonçage par pression hydraulique des piles concernant cette nouvelle technique. Le succès de l'entreprise, qui doit relier la Compagnie des chemins de fer du Midi appartenant aux frères Peireire à la Compagnie du chemin de fer de Paris à Orléans, lui assure une première réputation. Au début des années 1860, sa collaboration avec Paul Régnauld l'aurait amené à réaliser la passerelle Saint-Paul et l'observatoire Sainte-Cécile à Arcachon.

### Mariage et famille

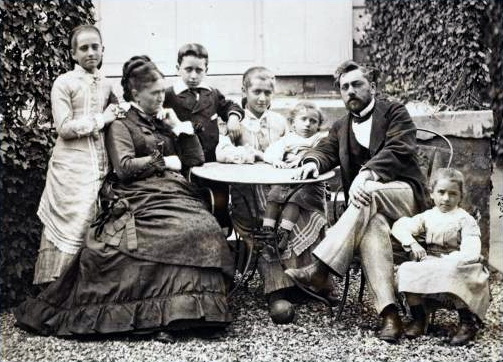
La famille Eiffel dans le jardin à Levallois-Perret (photo de Jules David, ca. 1875).

Le 7 avril 1862, à 29 ans, il se marie à Dijon avec Marguerite Gaudelet, alors âgée de 17 ans. Le couple a cinq enfants, trois filles et deux garçons (Claire (1863-1934), Laure (1864-1958), Édouard (1866-1933), Valentine (1870-1966) et Albert (1873-1941)), laissant une nombreuse postérité (dont l'historien d'art Georges Salles et la cavalière Virginie Coupérie-Eiffel).
Sa femme meurt le 8 septembre 1877 à Levallois-Perret, à l'âge de 32 ans. Sa fille aînée Claire assurera auprès de lui le rôle de maîtresse de maison, car il ne se remariera pas.

### Premiers succès

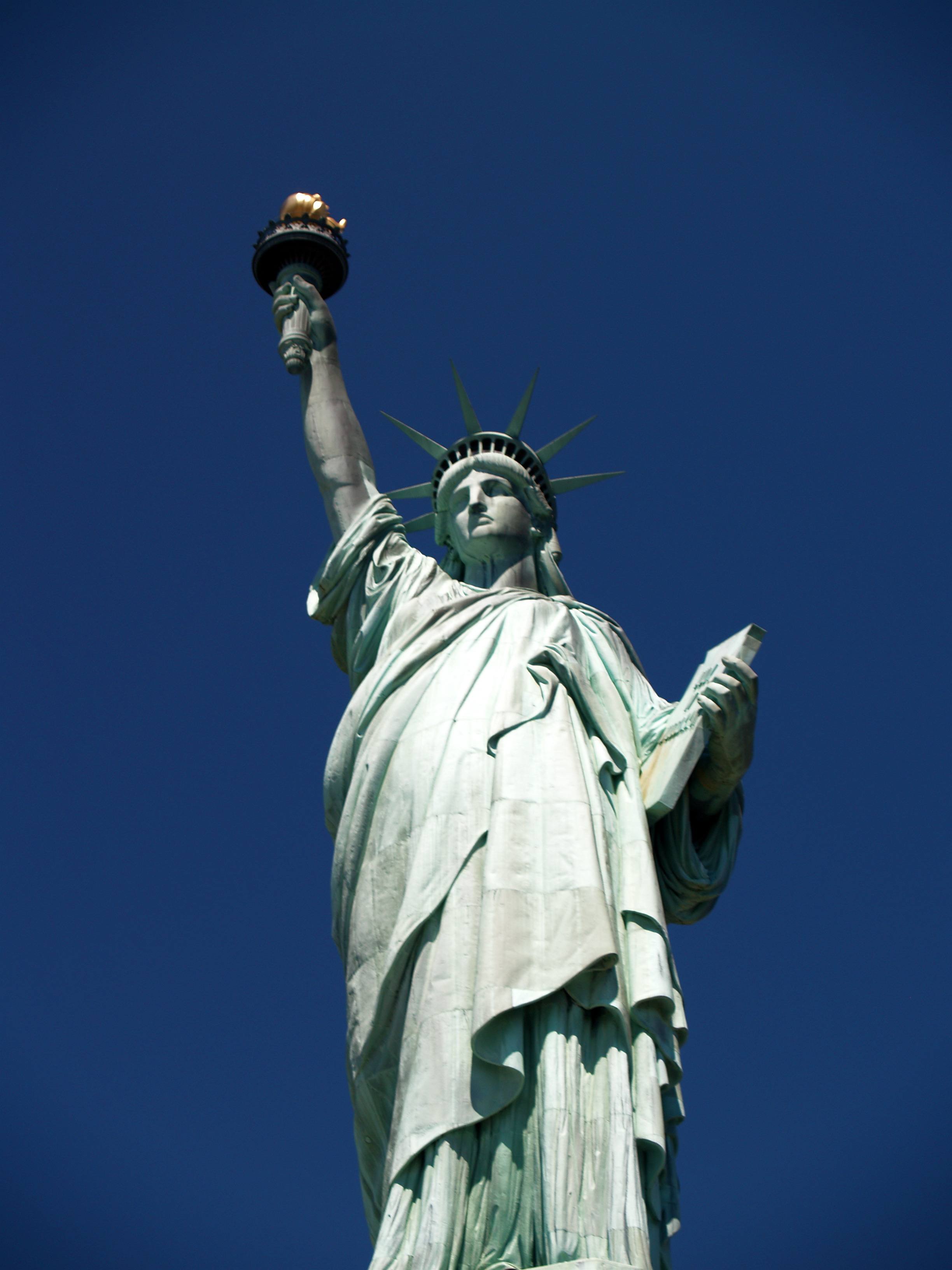
La statue de la Liberté à New York.

Le premier grand chantier de Gustave Eiffel est, en 1858, le pont ferroviaire de Bordeaux, long de 510 mètres, chantier dont il assure la direction à 26 ans seulement. C'est une prouesse technique sur un fleuve aussi large, qui lui permet de tester une série d'innovations qui feront sa force par la suite. Eiffel, fort de ses premières expériences réussies, décide de fonder sa propre société. En 1866, il fait l'acquisition des Ateliers Pauwels de constructions métalliques, à Levallois-Perret, à l'ouest de Paris.
L'entreprise emporte alors plusieurs grandes commandes d'édification de viaducs et de bâtiments à structure ou charpentes métalliques. Pour ce faire, il n'hésite pas à parcourir l'Europe entière. Le talent de l'ingénieur centralien, sa vivacité à saisir toute nouvelle idée ou projet et sa grande capacité à s'entourer de brillants collaborateurs contribuent au succès de la société Eiffel : Théophile Seyrig en 1868, Émile Nouguier à partir de 1875, Maurice Koechlin à partir de 1879, etc. Maurice Koechlin sera d'ailleurs à l'origine en 1881 de la conception de l'armature de fer de la statue de la Liberté, dessinée par Auguste Bartholdi et inaugurée à New York en 1886.

### Hangars, gares et galeries
Édifices construits par les ateliers Eiffel :
- la Galerie des machines du Palais omnibus de l'Exposition universelle de Paris en 1867 ;
- la gare de Verdun, à Verdun, dans la Meuse, France le 14 avril 1870 ;
- la gare de Budapest-Nyugati (« gare de l'Ouest ») à Pest (Budapest) en Hongrie en 1875 ;
- la gare de Basmane à Izmir, en Turquie, construite par la régie générale en 1876 ;
- la charpente du lycée Carnot à Paris ;
- les vinaigreries Dessaux à Orléans ;
- le dôme de l'Observatoire astronomique du mont Gros à Nice et les ateliers Berthier à Paris, en collaboration avec Charles Garnier, architecte de l'opéra de Paris, ainsi que d'autres salles d'opéra (Nice, Monaco) ;
- les charpentes métalliques et les verrières du siège central du Crédit lyonnais à Paris ;
- l'ossature du Palais Galliera, devenu Musée de la mode de la ville de Paris en 1977.

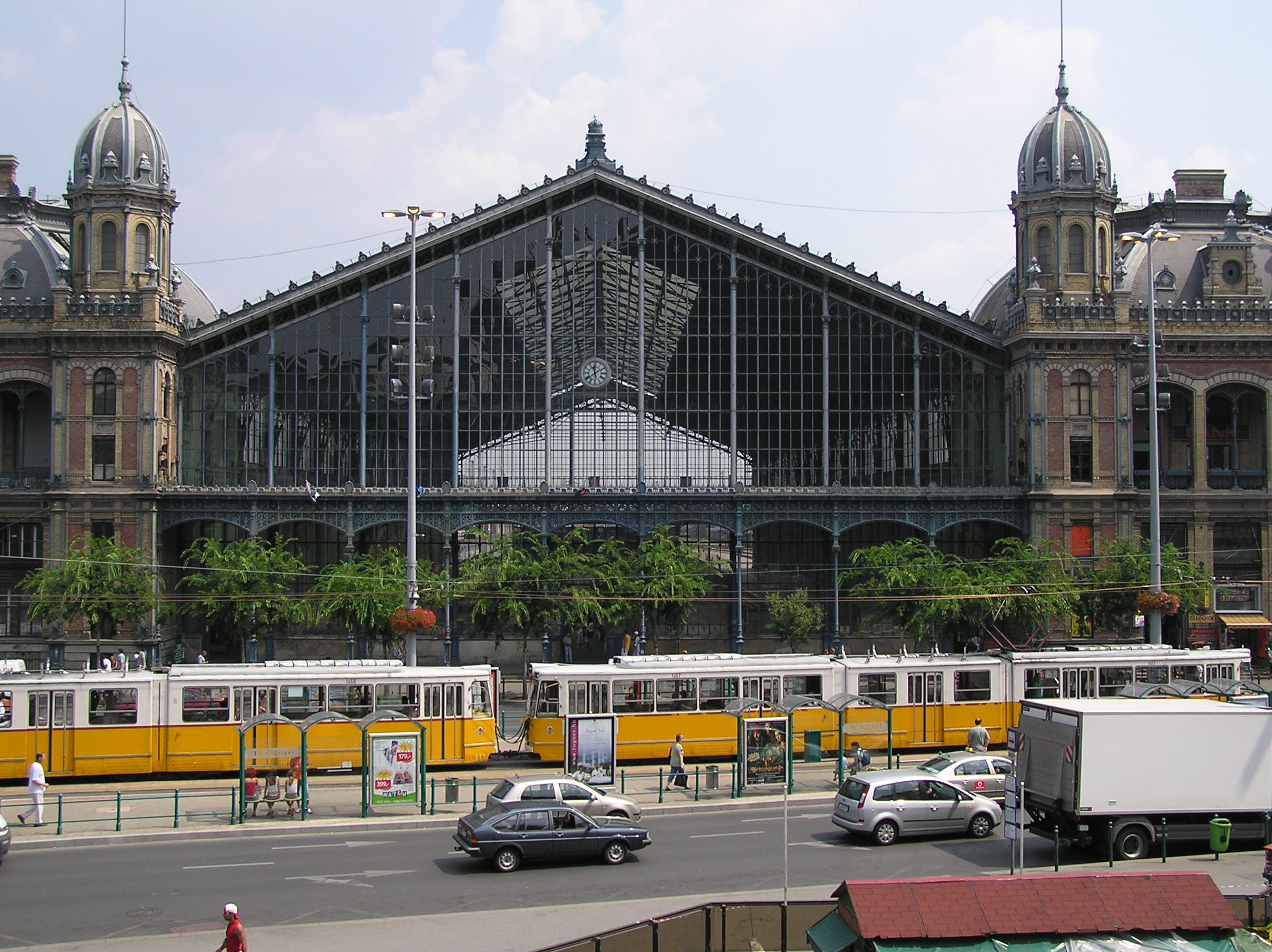
Gare de l'Ouest à Budapest (Hongrie).
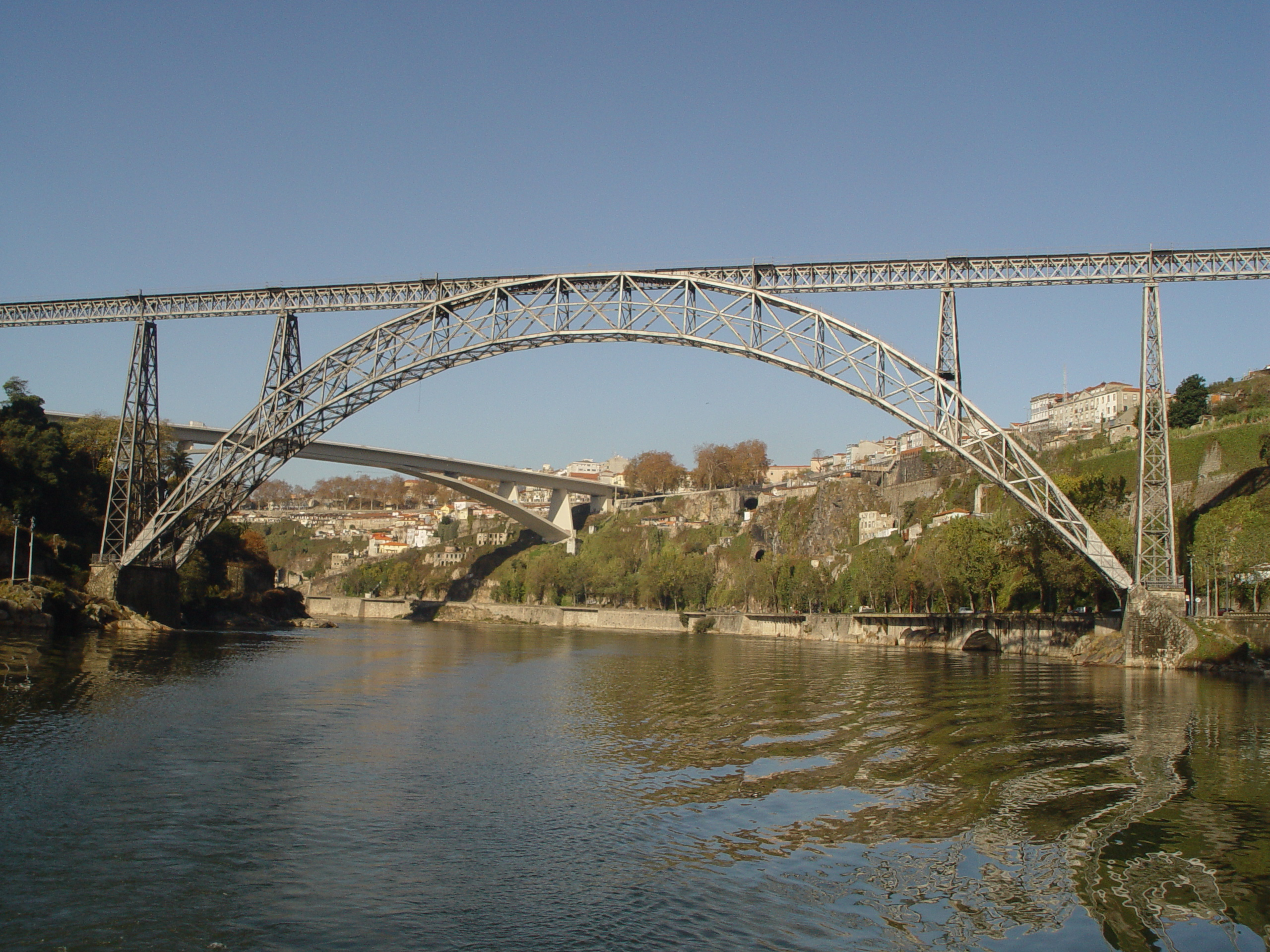
Le pont Maria Pia à Porto (Portugal).
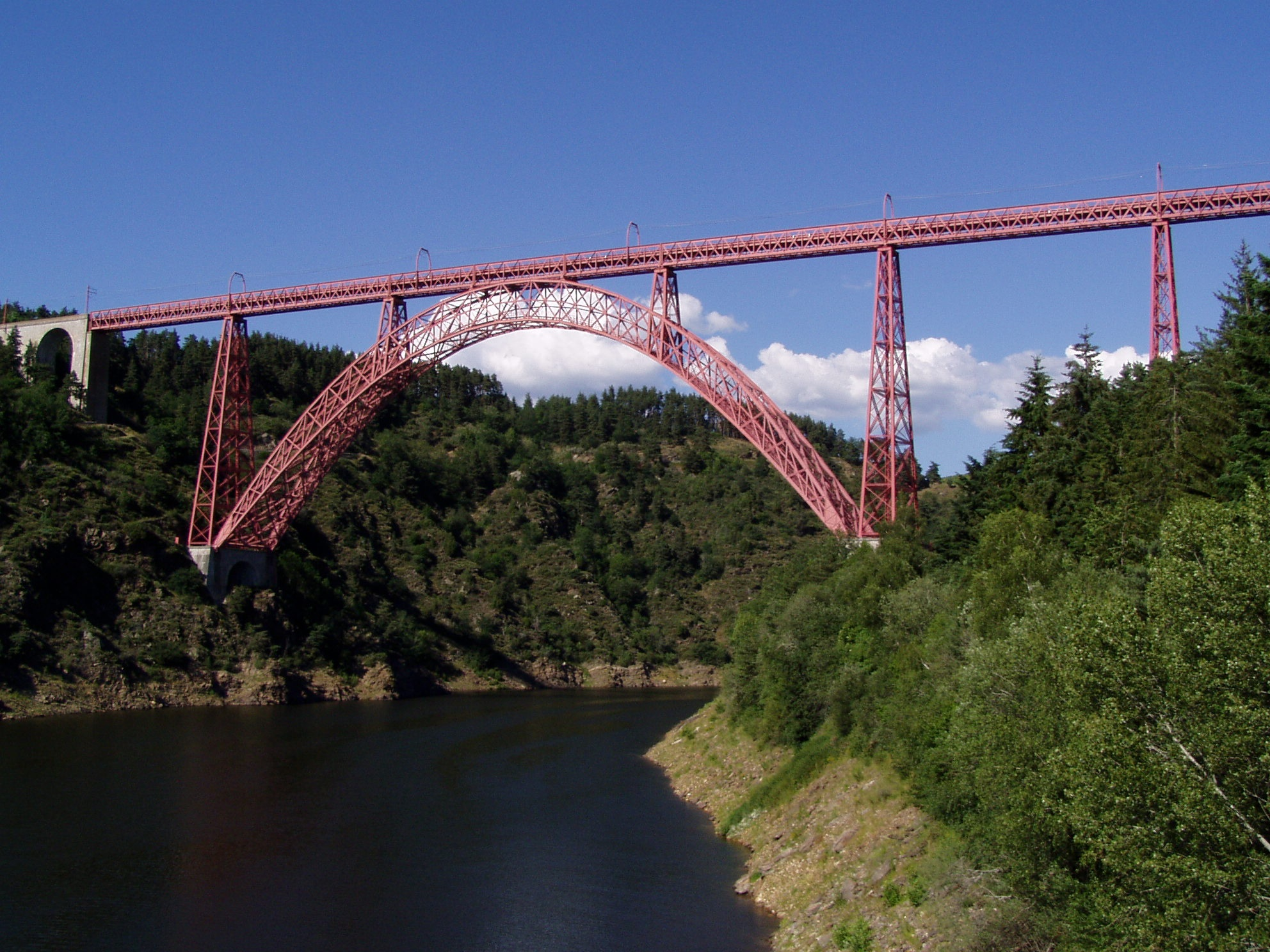
Le viaduc de Garabit situé près de Ruynes (France).
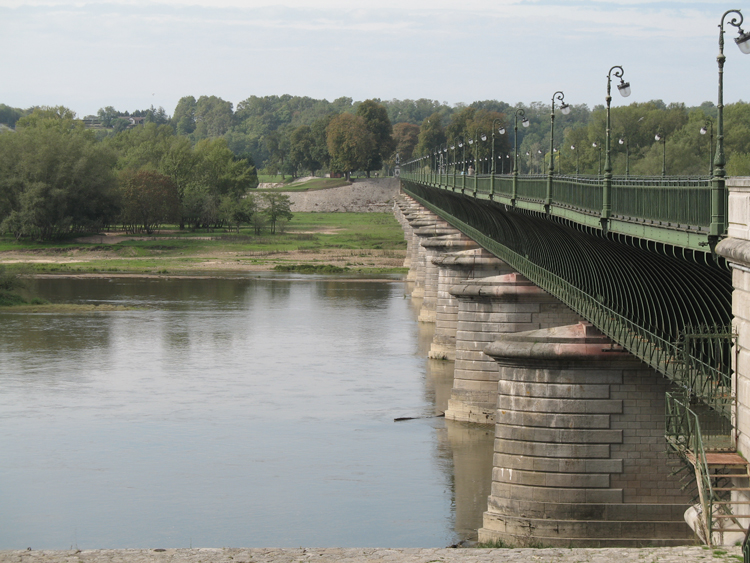
Le pont-canal métallique de Briare (France).
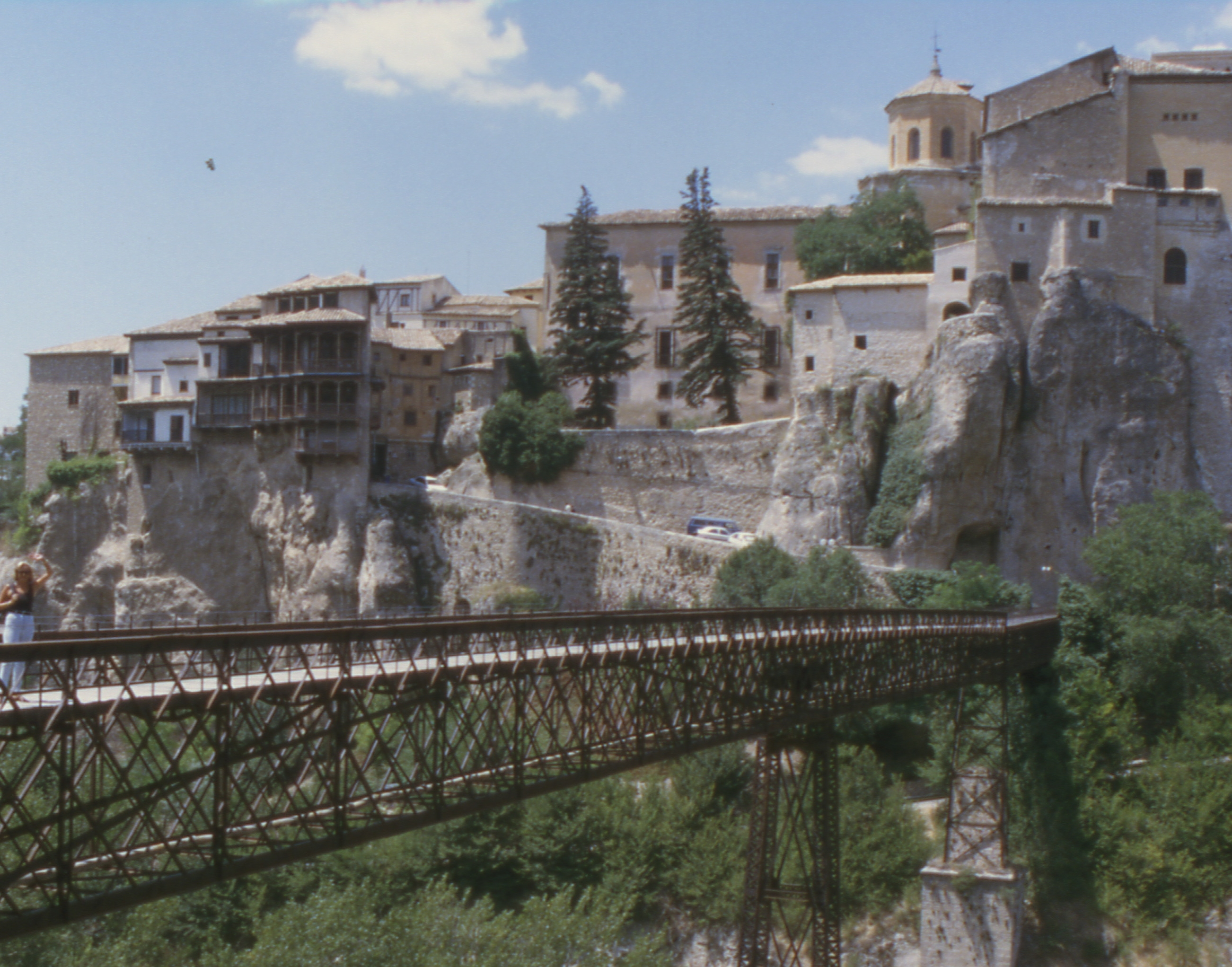
Pont à Cuenca (Espagne).
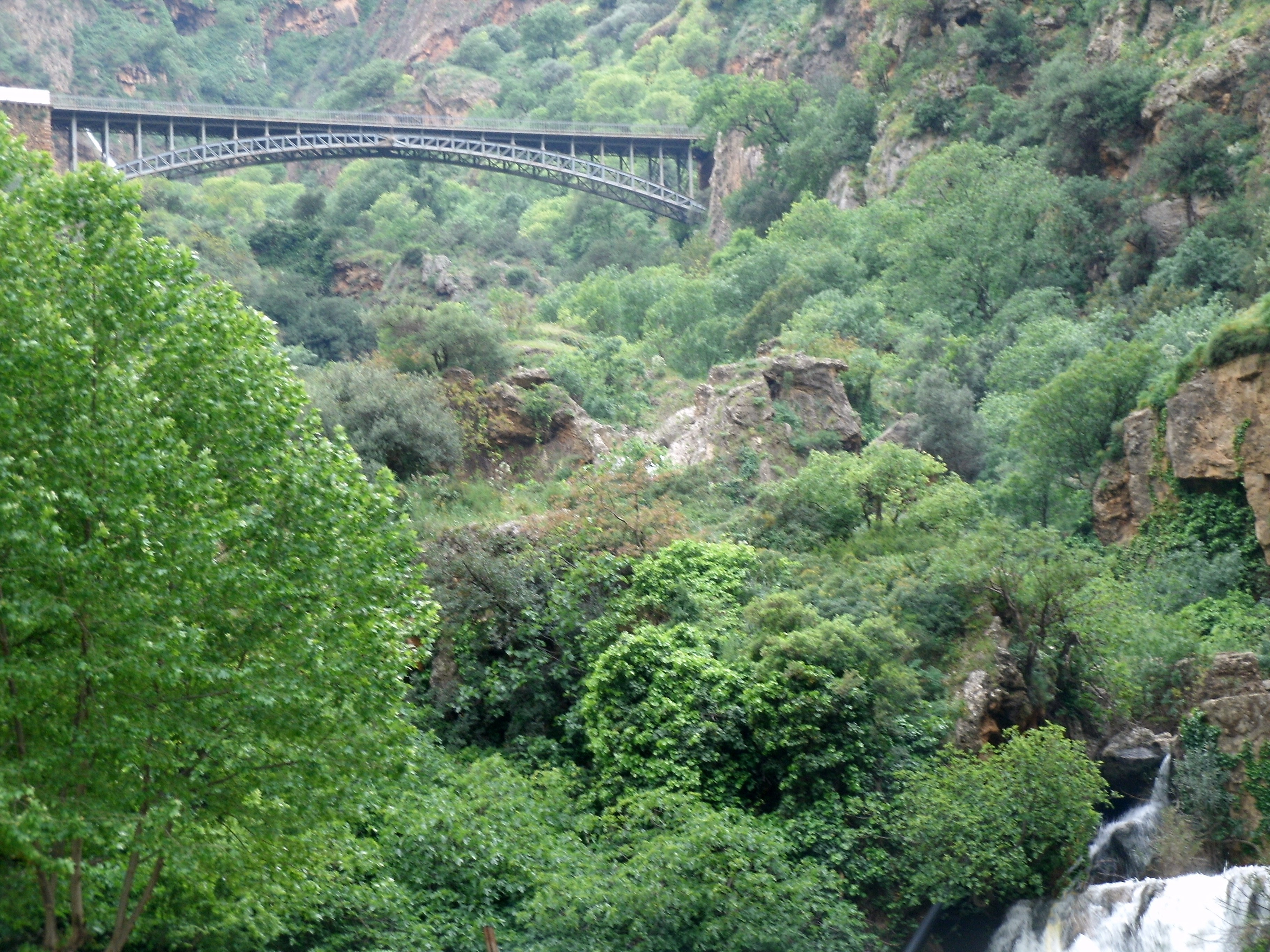
Le pont de chemin de fer aux « Cascades d'el Ourit » à Tlemcen (Algérie).
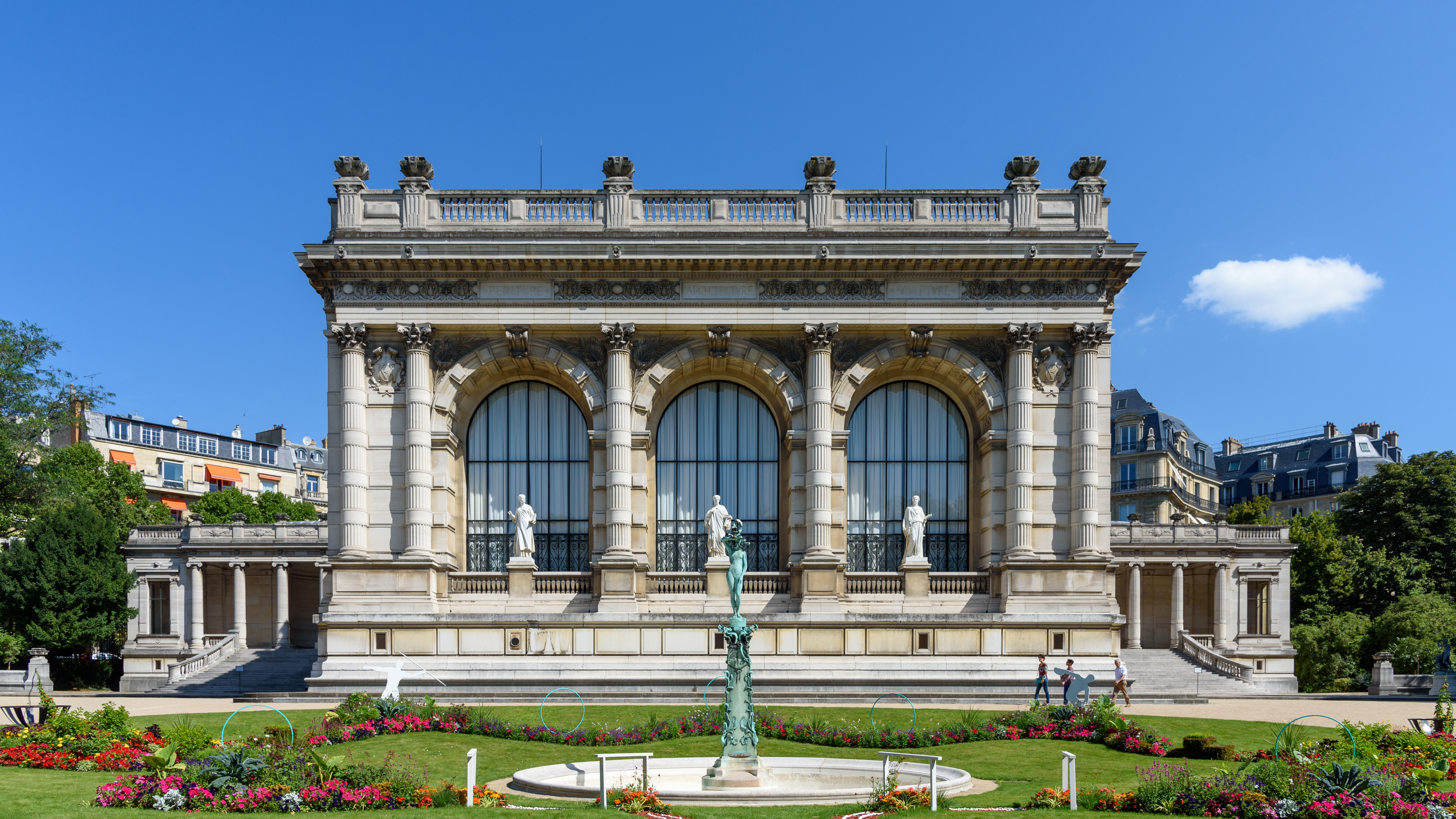
Palais Galliera, musée de la mode de la ville de Paris.

### Ponts et viaducs
Puis, il se lance dans la conception de structures métalliques pour des ponts : 
- pont métallique de Lavaud, lieu de traversée du Lay (Vendée), entre Péault et La Couture, construit en 1877. Un des 16 ponts encore en service ;
- pont du château de Kermezen sur la commune de Pommerit-Jaudy (Côtes-d'Armor) ;
- viaducs de Neuvial et de Rouzat pour la ligne de chemin de fer Commentry - Gannat en 1869 : il y crée des jambes de forces incurvées, à l'instar de la future tour Eiffel ;
- pont métallique de Gérone, en Catalogne.
- pont métallique ferroviaire sur la Birse, près de Münchenstein, en Suisse, construit en 1875. Le 14 juin 1891, ce pont cède sous le poids d'un train. Cet accident, actuellement la plus grande catastrophe ferroviaire en Suisse, fait 71 morts et 170 blessés[21] ;
- pont Maria Pia sur le Douro, à Porto, 1877. Son projet fut à la fois le plus léger, le moins cher et le plus audacieux. Cette réalisation assoit définitivement sa réputation en France comme à l'étranger puisqu'il remporte ce concours international en mai 1875 face à de grands groupes métallurgiques (les Français Fives-Lille, Ernest Goüin et Cie et un groupe anglais) ;
- pont Eiffel à Viana do Castelo (Portugal), 1878 : viaduc rail-route à double tablier, long de 562 m ;
- pont de Cubzac sur la Dordogne (Gironde), 1879 : pont-route en poutre en treillis ;
- viaduc de la Souleuvre dans le Calvados ;
- pont des messageries maritimes (en) à Saigon au Vietnam, 1882[22],[23] ;
- viaduc de Garabit, 1884. L'achèvement de ce viaduc, situé dans le Cantal, lui assure une énorme renommée. L'arc de cent soixante-cinq mètres de portée qui soutient le tablier du pont constitue un record du monde, absolu en ce domaine. De plus, celui-ci est élevé à cent vingt-deux mètres de hauteur. En fait, l'avant-projet est de Léon Boyer. Il figura sur le dernier billet de 200 francs, consacré à Eiffel ;
- viaduc de la Tardes[24], près d'Évaux-les-Bains, sur la ligne de chemin de fer de Montluçon à Eygurande (la ligne a été désaffectée en 2008) ;
- viaduc de Thouars : pont de chemin de fer au-dessus de la rivière le Thouet ;
- il fait monter 14 piles en maçonnerie pour le pont-canal de Briare (1896), conçu par l'ingénieur Léonce-Abel Mazoyer ; la cuvette métallique est fabriquée par les établissements Daydé & Pillé de Creil ;
- le pont sur l'Escaut à Tamise (Belgique) ;
- pont ferroviaire sur la Siagne, sur la ligne Nice-Meyrargues, construit ensuite par l'ingénieur Jules Rival[25] ;
- pont ferroviaire de Capdenac-Gare, construit en 1860-1861 ;
- pont ferroviaire d'El-Ourit à Tlemcen (Algérie) ;
- passerelle de l'Avre sur la Seine, entre le bois de Boulogne à Paris et Saint-Cloud. Cette passerelle piétonne fait partie de l'aqueduc de l'Avre ;
- viaduc Eiffel sur la ligne Paris - Mantes par Conflans sur l'Oise : pont métallique construit par la société Eiffel pour la partie « caisson poutrelle » en 1892. Dynamité par les Français le 13 juin 1940. Il a été reconstruit en 1947.

D'autres ouvrages sont construits après le retrait d'Eiffel en 1893 de l'entreprise qu'il a créée, et qui porte à partir de cette date le nom de Société de construction de Levallois-Perret. Par exemple :
- pont suspendu du zoo de Gizeh[26] ;
- pont des Bordeaux à Charenton[27] ;
- pont de Kalpaka à Liepāja en Lettonie livré en 1906[28] ;
- passerelle de Bry-sur-Marne[29] ;
- pont de Frynaudour sur le Leff et reliant les communes de Quemper-Guézennec et Plourivo (Côtes-d'Armor) 1893. Voir aussi le descriptif de la gare de Frynaudour ;
- la passerelle Skenderija sur la rivière Miljacka à Sarajevo (Bosnie-Herzégovine) construite en 1893 ;
- le hangar J1 à Marseille.

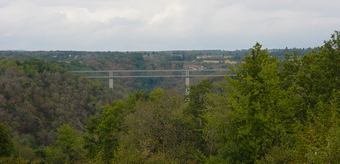
Viaduc de la Tardes.

### Phares
Gustave Eiffel s'associe le 3 novembre 1868 à l'ingénieur Louis Sautter (1825-1912), en déposant une demande de brevet (No 83080) pour « des perfectionnements dans la construction des tours en fer, et spécialement des tours de phare ». Selon des recherches effectuées par l'architecte estonien Indrek Laos, Gustave Eiffel a obtenu la commande de douze petits phares métalliques pour les côtes françaises. Seuls subsistent cinq exemplaires de ce type de phare,.
- Pointe de la Cahotte, le chenal du port de Deauville et de Trouville est balisé par deux petits feux métalliques, le premier sur l'estacade est (Trouville) date de 1860, mais reconstruit à l'identique en 1964[33]. Le second sur l'estacade ouest (Deauville) date de 1888[34].
- Un petit phare métallique est établi vers 1870 à flanc de falaise à la Pointe du Raz (Finistère). Il est éteint en 1887 et transféré sur l'estacade du port de Saint-Nazaire. Il est de nouveau démonté et transféré à Fromentine (Vendée) le 15 juin 1915.

Dans les ateliers de la Compagnie des établissements Eiffel à Levallois-Perret sont construits deux petits phares jumeaux :
- le premier, en juillet 1876, est installé dans le port d'Honfleur, déplacé en 1948 au Havre puis déplacé en 1960 dans le port de Moguériec (Finistère)[35]. Le phare a été totalement rénové et réinstallé le 21 avril 2023 ;
- le second, en 1878, est installé dans le vieux port de Menton (Alpes-Maritimes)[36].

Ce modèle de petit phare a été aussi exporté : 
- au Portugal, en 1886 le phare du Fort de Santa Catarina installé à São Julião da Figueira da Foz (c'est un phare similaire au Feu de Fromentine).

D'autres phares métalliques sont construits par Eiffel, à l'étranger :
- en Égypte[38], en 1869 le phare du cap Burlos (Burullus)[39] et en 1871 le phare de Ras Gharib, au milieu du golfe de Suez[40] ;
- en Estonie, en 1874 le phare de Ristna[41],[42] et en 1877 le phare de Ruhnu[43] ;
- au Brésil[44], en 1882 le phare de São Tomé, construit avec la collaboration de la société Barbier et Fenestre, concurrent de Louis Sautter ;
- en Finlande, en 1886 le phare de Valsörarna, construit avec la collaboration de la société Henry-Lepaute, concurrent de Louis Sautter ;
- à Madagascar[45], en 1901 le phare de Katsepy (Katsepe)[46], en 1906 sur l'Île Sainte-Marie (Nosy Boraha)[47] et en 1909 sur l'île de Nosy Iranja[37].

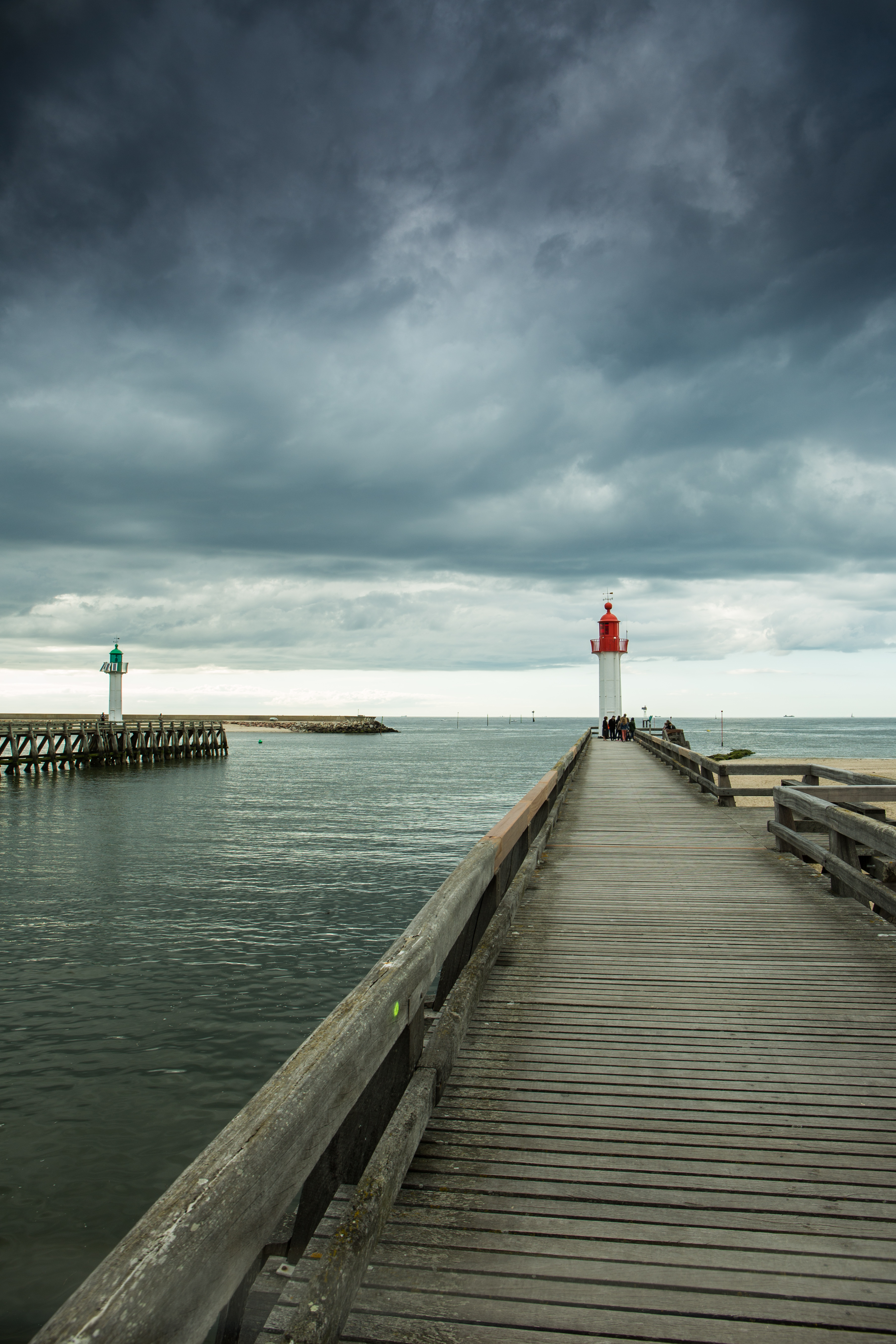
Phares des estacades de Deauville (vert) et de Trouville (rouge).
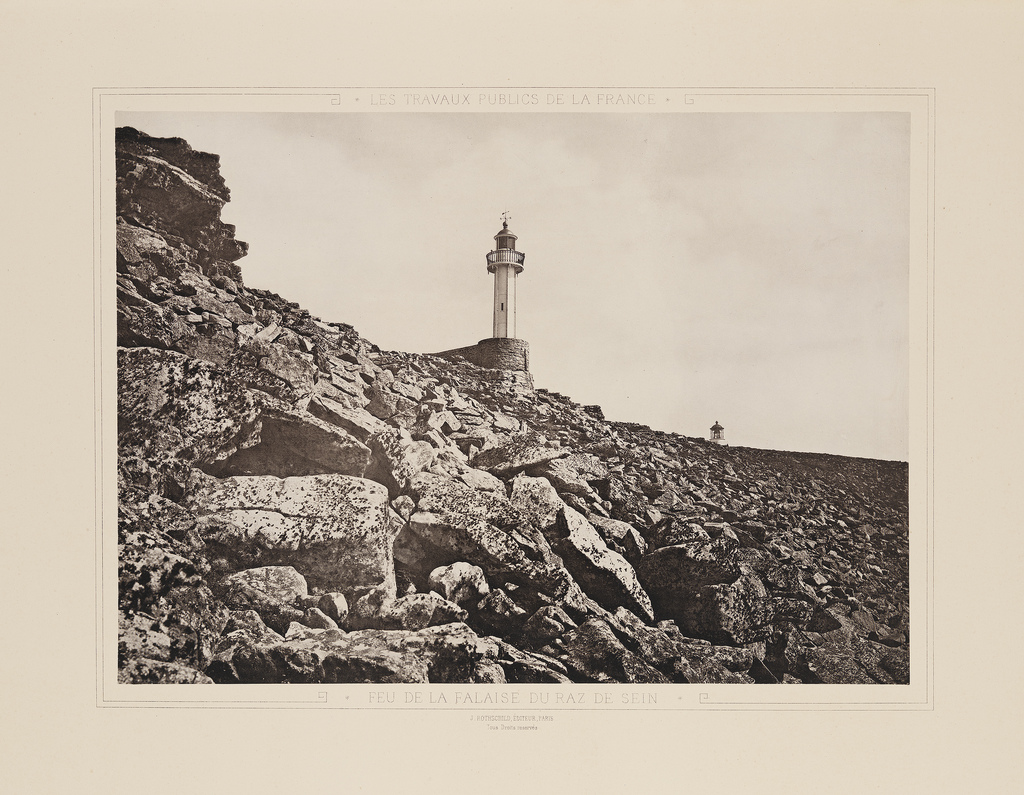
Feu de la falaise du Raz de Sein (vers 1883).
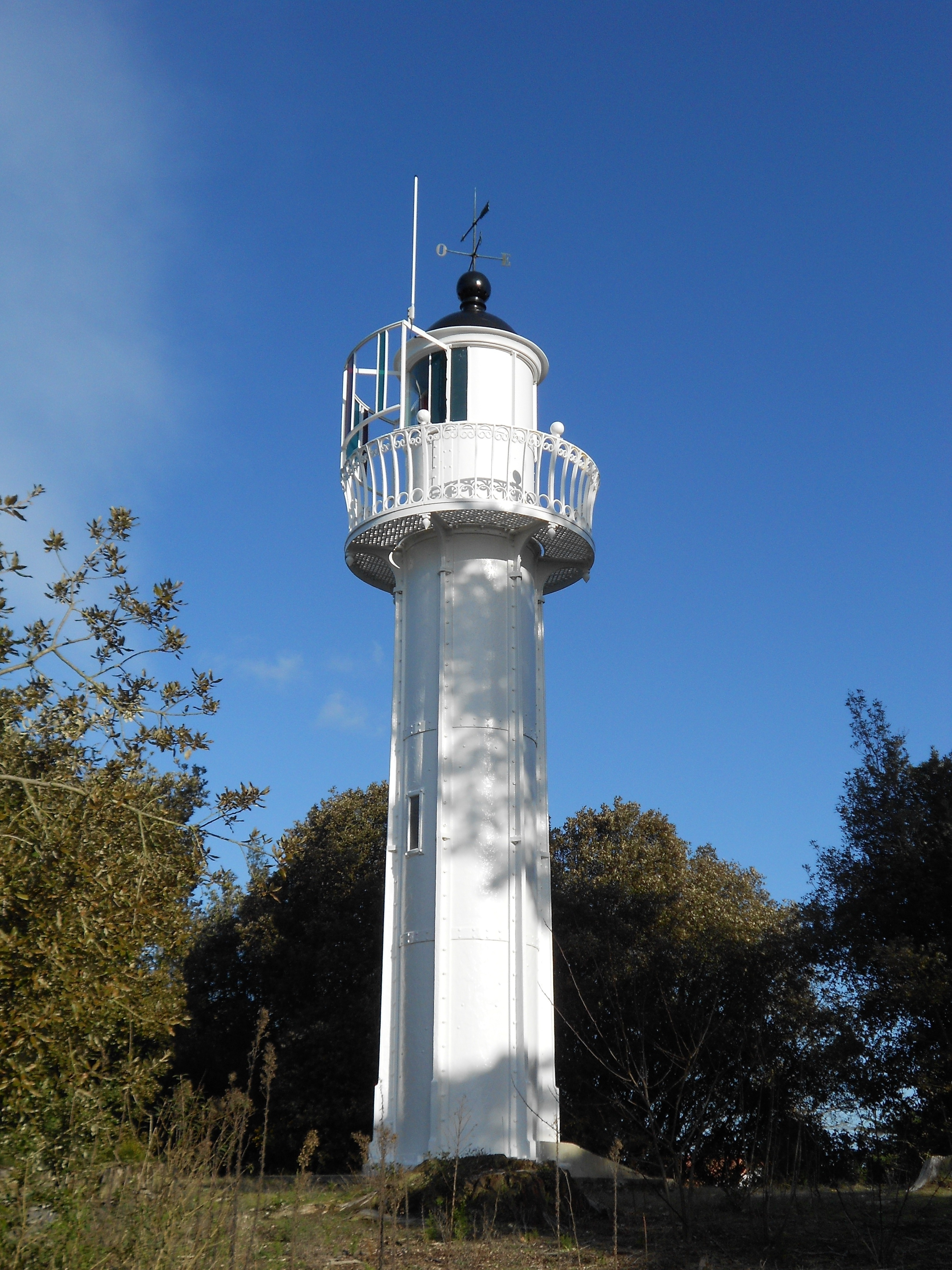
Feu de Fromentine (Vendée) en 2011.
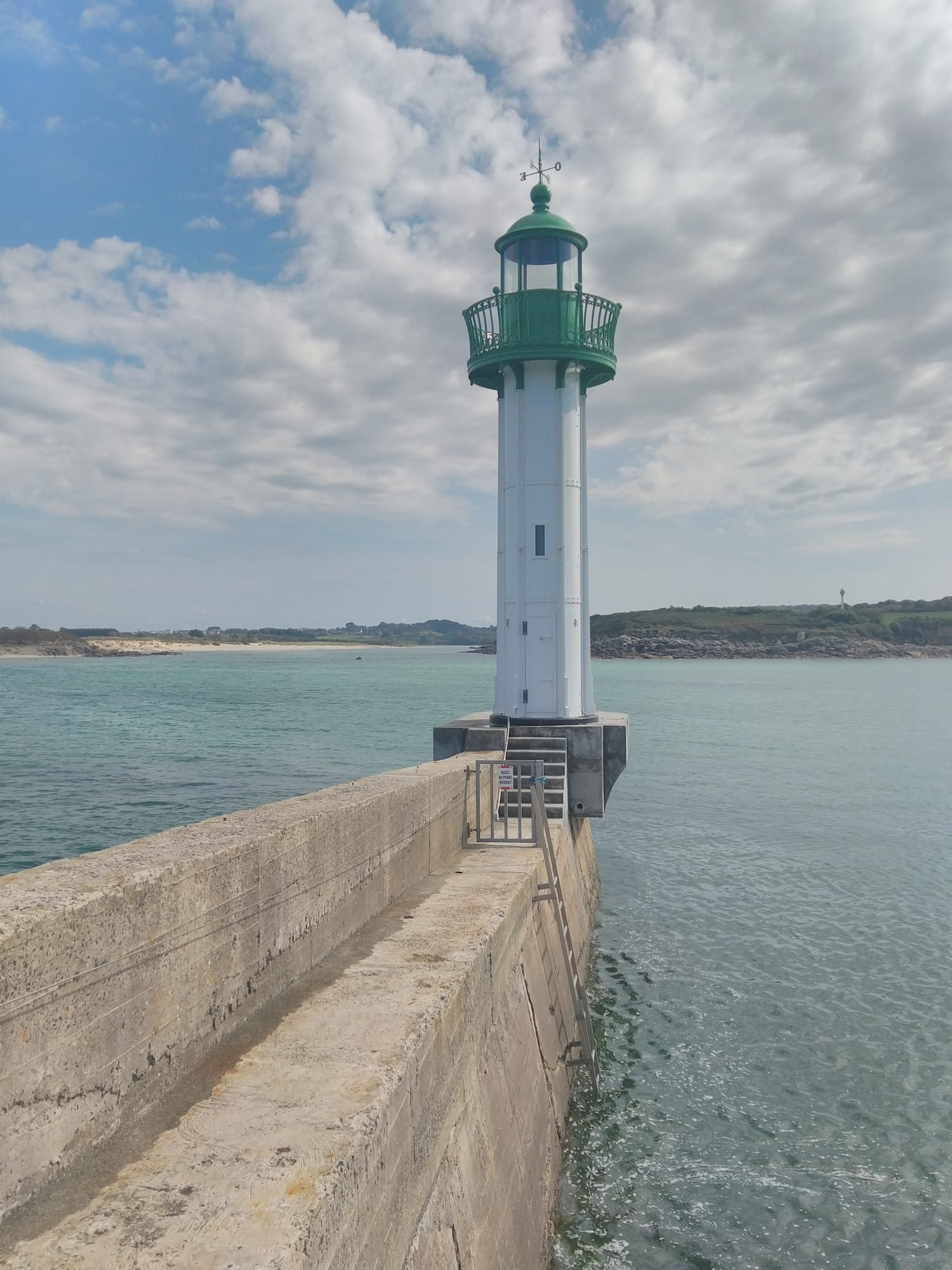
Phare de Moguériec, rénové et réinstallé en 2023.
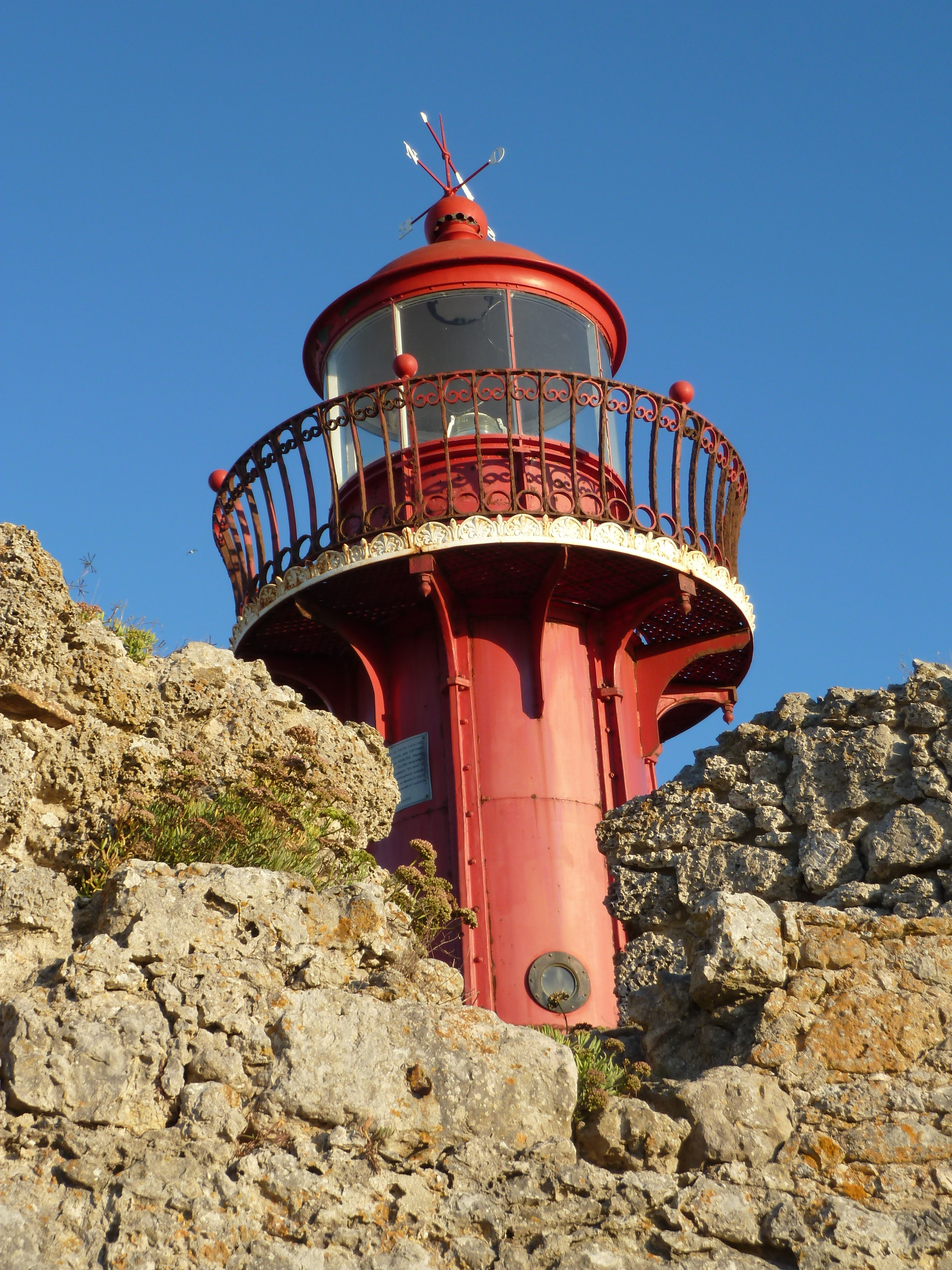
Phare du Fort de Santa Catarina (Portugal) (1886).
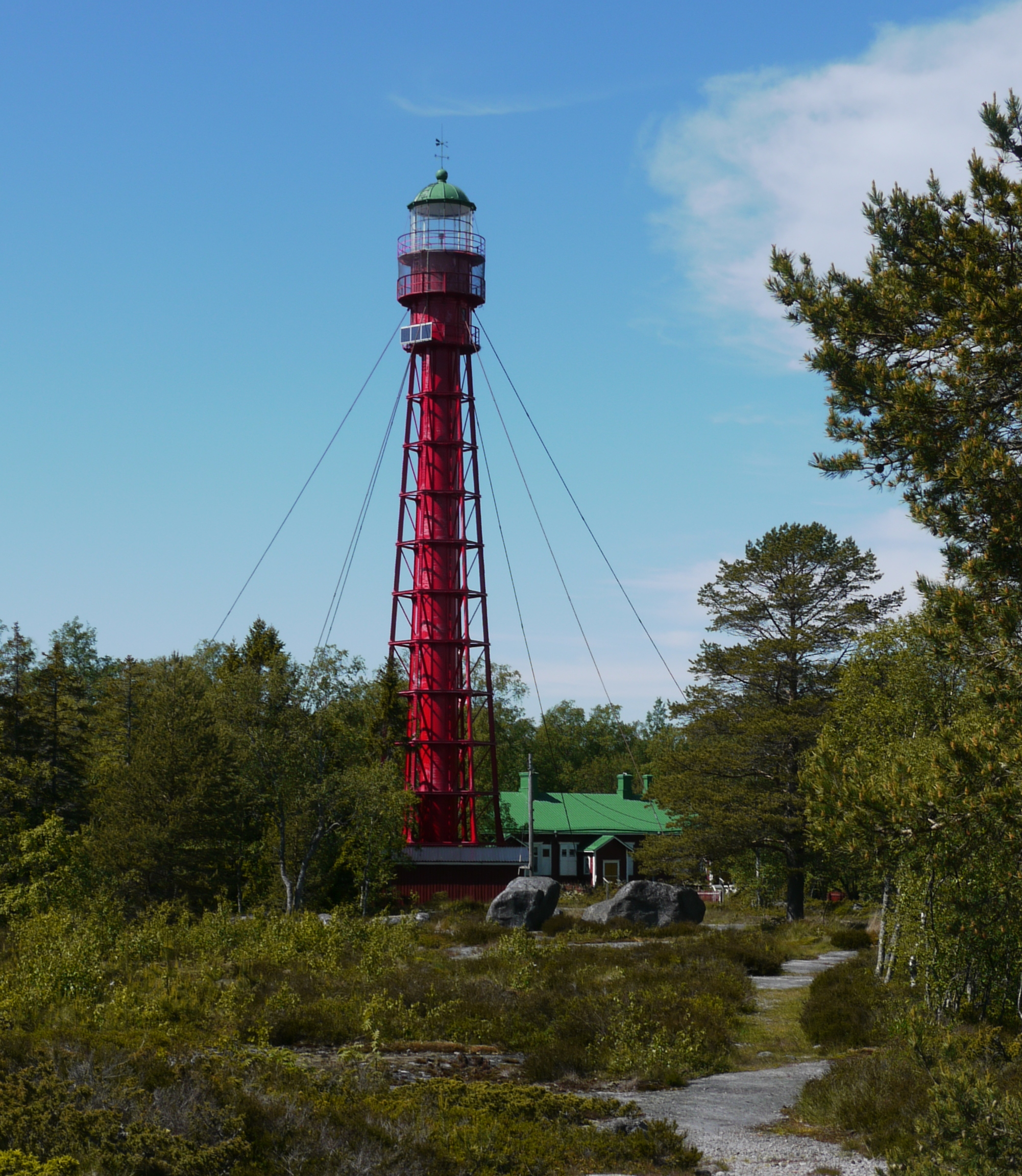
Phare de Valsörarna (Finlande) (1886).

### Autres ouvrages
Gustave Eiffel a conçu ou collaboré à ces ouvrages :
- la cathédrale de Chiclayo (Pérou)[réf. souhaitée].

### Tour Eiffel

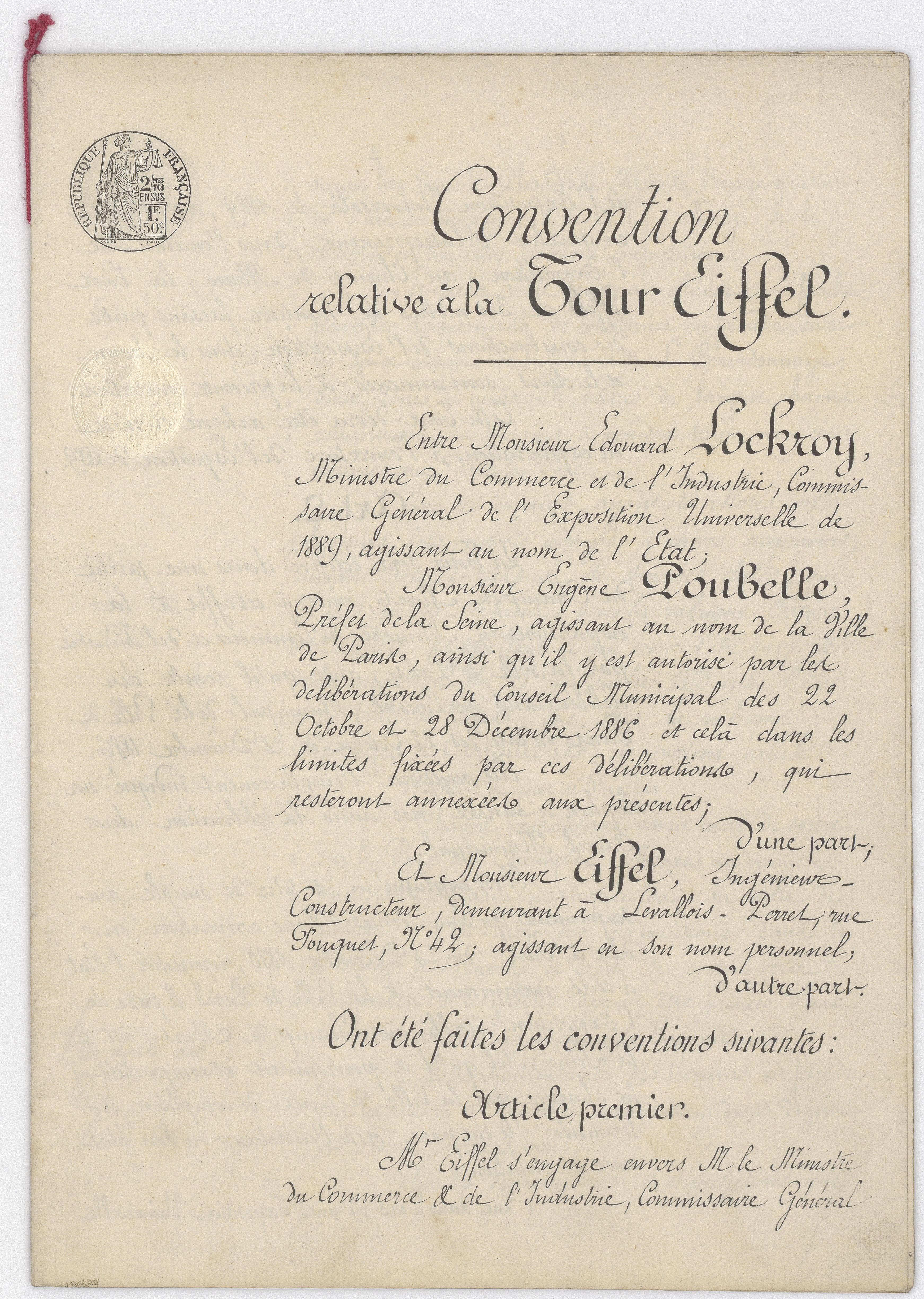
Convention signée le 8 janvier 1887 entre Édouard Lockroy, ministre du Commerce et de l'Industrie, Eugène Poubelle, préfet de la Seine, et Gustave Eiffel, ingénieur-constructeur, qui précise l'emplacement, ainsi que les modalités de construction et d'exploitation de la tour de 300 mètres. Archives nationales F/12/3770.

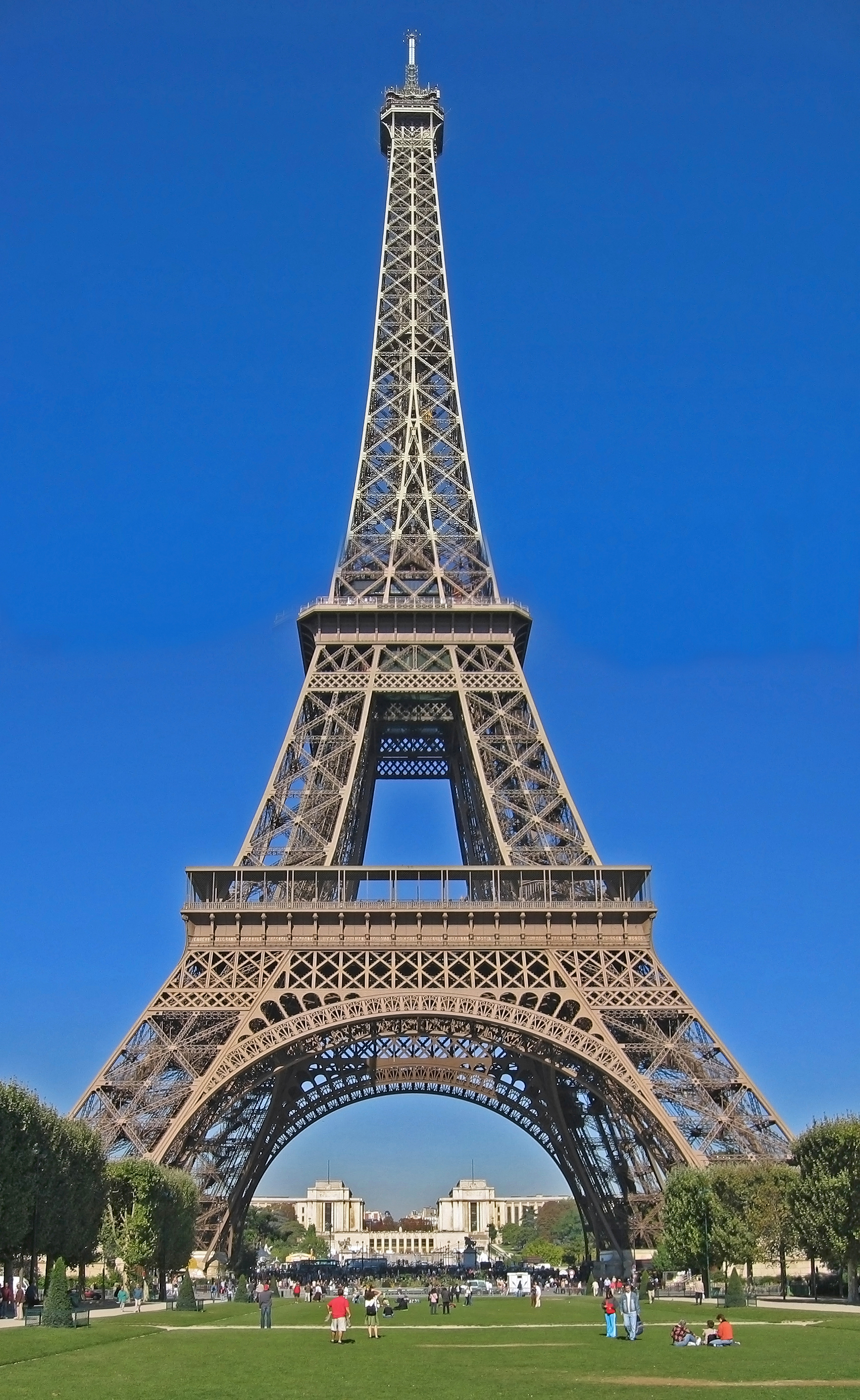
La tour Eiffel, à Paris.

Gustave Eiffel est surtout connu pour la tour Eiffel, construite en 1887-1889 pour l'Exposition universelle de 1889, à Paris, ville dont elle est devenue le symbole.
L'ambition de réaliser une tour « haute de plus de mille pieds » taraude l'esprit des plus audacieux architectes dans le monde entier. Mais ceux-ci se heurtent à d'innombrables problèmes techniques. Ainsi, en 1885, s'achève difficilement la construction en maçonnerie de l'obélisque de Washington, haut de 169 mètres.
Mais « l'idée d'une tour monumentale hante les airs… », en 1874, Clarke et Reeves prétendent élever à Philadelphie une tour de plus de 1 000 pieds, qui ne voit pas le jour. En France, Jules Bourdais et l'ingénieur Amédée Sébillot conçoivent une colonne en maçonnerie de 300 m de haut, surmontée d'un phare capable d'illuminer Paris jusqu'au bois de Vincennes, irréalisable selon les connaissances technologiques de l'époque. Les difficultés sautent aux yeux, mais ce rêve de tour hante nombre d'architectes de l'époque, sans succès.
En France, après la défaite de Sedan et la perte de l'Alsace-Lorraine, la République renaissante et encore fragile a besoin pour marquer le centenaire de la Révolution de 1789 d'un coup d'éclat. Dès 1878, le gouvernement de Jules Ferry envisage l'organisation d'une grande Exposition universelle dont l'inauguration est fixée au 5 mai 1889. Alors que ce projet est définitivement adopté en 1883, deux ingénieurs de l'entreprise Eiffel, Émile Nouguier et Maurice Koechlin, ont l'idée d'une tour métallique. Parmi leurs sources d'inspiration, il faut rappeler la Galleria Vittorio Emanuele II de Milan. Leur ébauche, mise en forme le 6 juin 1884, s'embellit avec la collaboration de l'architecte Stephen Sauvestre, qui affine et décore l'édifice.

#### Projet de tour métallique de mille pieds de haut à construire en centre-ville

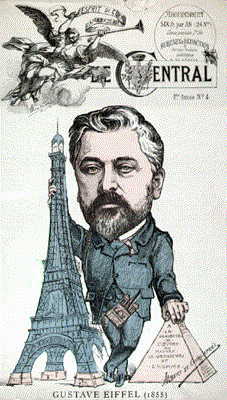
Caricature de Gustave Eiffel dans le journal Le Temps.

D'abord réticent, Gustave Eiffel s'approprie l'idée de ses collaborateurs (Maurice Koechlin) en rachetant le brevet déposé le 18 septembre 1884. Il s'agit maintenant pour lui de vendre sa tour. C'est sous le label ci-dessus qu'il la propose d'abord au maire de Barcelone — où doit bientôt se tenir une autre exposition universelle —, qui refuse, jugeant le projet « peu réaliste et surtout beaucoup trop onéreux ». Pour éviter un nouvel échec, l'entrepreneur comprend qu'il doit rendre son projet crédible aux yeux des édiles, mais aussi de l'opinion publique. Il dépense alors des fortunes en articles de presse, publicité et relations publiques (notamment auprès d'Édouard Lockroy, ministre du Commerce et commissaire général de l'exposition).
Son projet, qui fait l'unanimité, l'emportera finalement sur tous les autres candidats, le 1er mai 1886, ce qui permet à l'ingénieur de signer une convention avec le gouvernement, le 8 janvier 1887. Cet acte en précise le financement et l'emplacement, en bord de Seine — dans l'axe du pont d'Iéna — autrement dit au centre de la capitale. L'homme a une réputation excellente, il sait s'entourer d'hommes remarquables, comme Émile Nouguier et Maurice Koechlin. C'est un bourreau de travail, un homme respecté (à Bordeaux, il a sauvé un ouvrier de la noyade en se jetant dans le fleuve). Il va vite et loin avec des idées neuves et simples. Enfin, et surtout, il avance de sa poche 80 % des frais des travaux, estimés à 8,5 millions de francs or. Les autorités lui accordent une concession de vingt ans, à dater du 1er janvier 1890, au terme de laquelle la tour reviendra à la ville de Paris.
Le chantier s'ouvre le 28 janvier 1887. On creuse des entonnoirs dans le Champ-de-Mars pour recevoir les maçonneries des piliers, on assèche le terrain. On pose « quatre fameux vérins hydrauliques », bref on invente des solutions à chaque étape. Le projet de construction de la Tour suscite d'ardentes hostilités. Dès le premier coup de pioche, en janvier 1887, une « Protestation des artistes » contre son édification est signée de noms remarquables : Charles Gounod, Charles Garnier, Victorien Sardou, Alexandre Dumas fils, François Coppée, Sully Prudhomme, Leconte de Lisle, Guy de Maupassant, Huysmans… « Méfions-nous des grands hommes », aurait dit alors Eiffel. Le 28 janvier 1887, les travaux commencent et bientôt, les Parisiens assisteront, mi-hébétés mi-émerveillés, à l'élévation de l'édifice, au « rythme incroyable » de douze mètres par mois. Sur le chantier, ne s'effectue que l'assemblage des éléments de la Tour. Ceux-ci sont dessinés et fabriqués dans les ateliers Eiffel, à Levallois-Perret, près de Paris, puis transférés sur le site. L'entrepreneur, qui surveille jour et nuit l'avancement des travaux, doit cependant faire face sur le chantier à une grève retentissante des ouvriers, qui du fait de conditions de travail risquées réclament une augmentation de salaire.

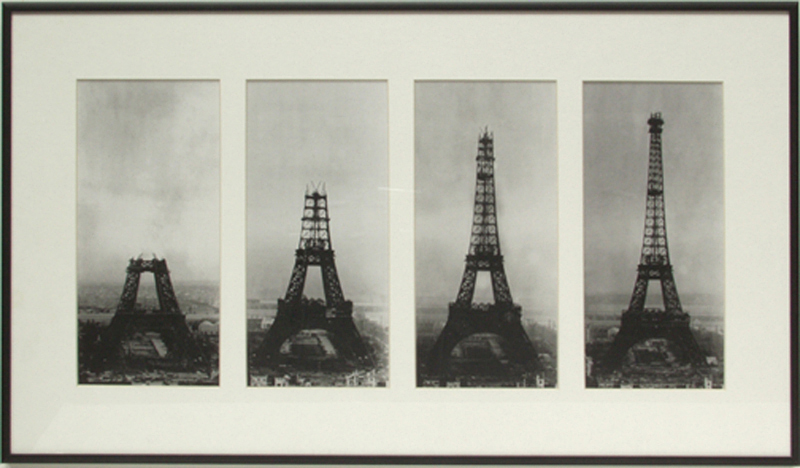
Phases de la construction de la tour Eiffel.

#### Le triomphe
Gustave Eiffel, qui n'a plus qu'une idée en tête, accepte et octroie des salaires exorbitants (pour l'époque). Le 14 juillet 1888, le deuxième étage est atteint ; le 31 mars 1889, le troisième étage est terminé. « Stupéfiante prouesse technique, remarquable rapidité d'exécution » (26 mois) permettent à la tour, « la plus haute du monde » (depuis celle de Babel, rajoutent les mauvaises langues) d'être inaugurée, deux ans après le début des travaux, le 31 mars 1889. La tour Eiffel n'a connu qu'un seul accident mortel durant sa construction.
Eiffel, qui a respecté les délais impartis, reçoit la Légion d'honneur. À partir du 15 mai suivant, le monument est ouvert au public qui se déclare émerveillé non seulement par la vue, mais aussi par les ascenseurs hydrauliques « ultra rapides » et tout à fait novateurs, et, en moins de six mois, jusqu'à la clôture de l'Exposition universelle, le 6 novembre suivant, la tour recevra deux millions de visiteurs. C'est l'absolu succès, à la mesure des polémiques suscitées auparavant. Citons quelques extraits de la presse d'alors : « À peine finie, la tour s'écroulera et tuera des milliers de Parisiens », « Arrivés au sommet, les visiteurs seront asphyxiés » et « Le tout s'enfoncera sous terre créant un véritable cataclysme ». Qu'importe, 1889 sera pour Eiffel l'année du triomphe et l'apogée de sa double carrière d'ingénieur et d'entrepreneur.

### La tempête

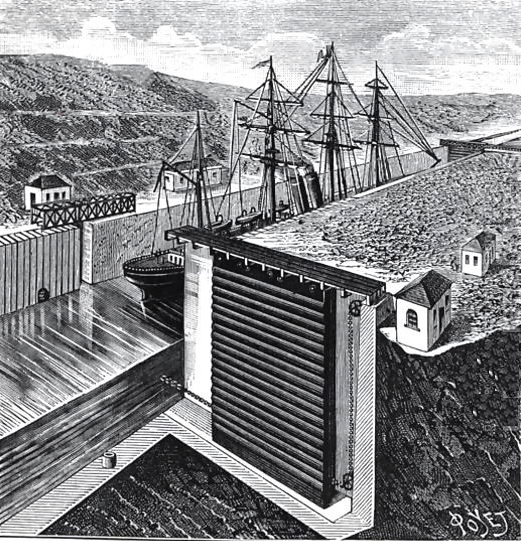
Projet d'écluses pour le canal de Panama

Fort de ce succès, Eiffel s'engage aussitôt dans la construction des écluses du canal de Panama. En effet, le percement du canal n'avance pas et Ferdinand de Lesseps abandonne l'idée d'un canal au niveau de la mer pour se ranger à l'idée d'Eiffel de constructions de grandes écluses. Mais en 1893, la Compagnie, placée sous la présidence de Lesseps, est éclaboussée par un énorme scandale financier lié, entre autres, à la corruption de parlementaires chargés d'étouffer, face à l'opinion, sa quasi-banqueroute.
Le scandale de Panama est immense. De nombreux petits porteurs sont ruinés. Gustave Eiffel, même s'il n'a agi que comme contractant pour le compte de la Compagnie et a scrupuleusement rempli ses engagements, est poursuivi à son tour — l'opinion veut que des têtes tombent. Il est condamné en première instance à deux ans de prison et à 20 000 francs d'amende. Ce jugement est cassé par la Cour de cassation grâce à la brillante défense de son avocat, Pierre Waldeck-Rousseau, qui, le mettant hors de cause, lui permet d'être réhabilité. C'est dans ce contexte difficile qu'Eiffel acquiert en 1892 un séjour d'été à Vevey, sur les bords du Léman. Cette luxueuse demeure, dite Villa Valentine, du nom de sa troisième fille, ou villa Claire est démolie en 1978, ; subsiste cependant un petit port privé, dit « port Eiffel 
».
Mais l'affaire de Panama continue à le poursuivre. Dans plusieurs villes, y compris dans sa ville natale de Dijon, on débaptise les rues portant son nom. L'Assemblée nationale fait même pression sur le Conseil de l'Ordre pour retirer à Gustave Eiffel sa Légion d'honneur. Tout comme la Justice, le Conseil de l'Ordre ne trouva rien à reprocher à l'honneur de Gustave Eiffel et ira jusqu'à démissionner en bloc, un cas très rare dans son histoire, pour protester contre ces accusations infondées et les pressions politiques exercées à son encontre.
Innocenté mais profondément blessé par l’affaire de Panama, Gustave Eiffel se retire alors des affaires pour se consacrer à ses travaux scientifiques de météorologie et d’aérodynamisme. Il s'occupe également de la pérennité de « sa Tour ». Or, celle-ci n'est pas assurée, Eiffel n'en possède la jouissance que jusqu'en 1910 ; de plus, la visite en est boudée par le public qui se presse de nouveau à Paris pour l'Exposition universelle de 1900. La tour Eiffel est passée de mode. Il lui préfère le tout nouveau métropolitain dû à un autre ingénieur, Fulgence Bienvenüe, et surtout le trottoir roulant « rue de l'Avenir », qui passent tous deux à proximité.

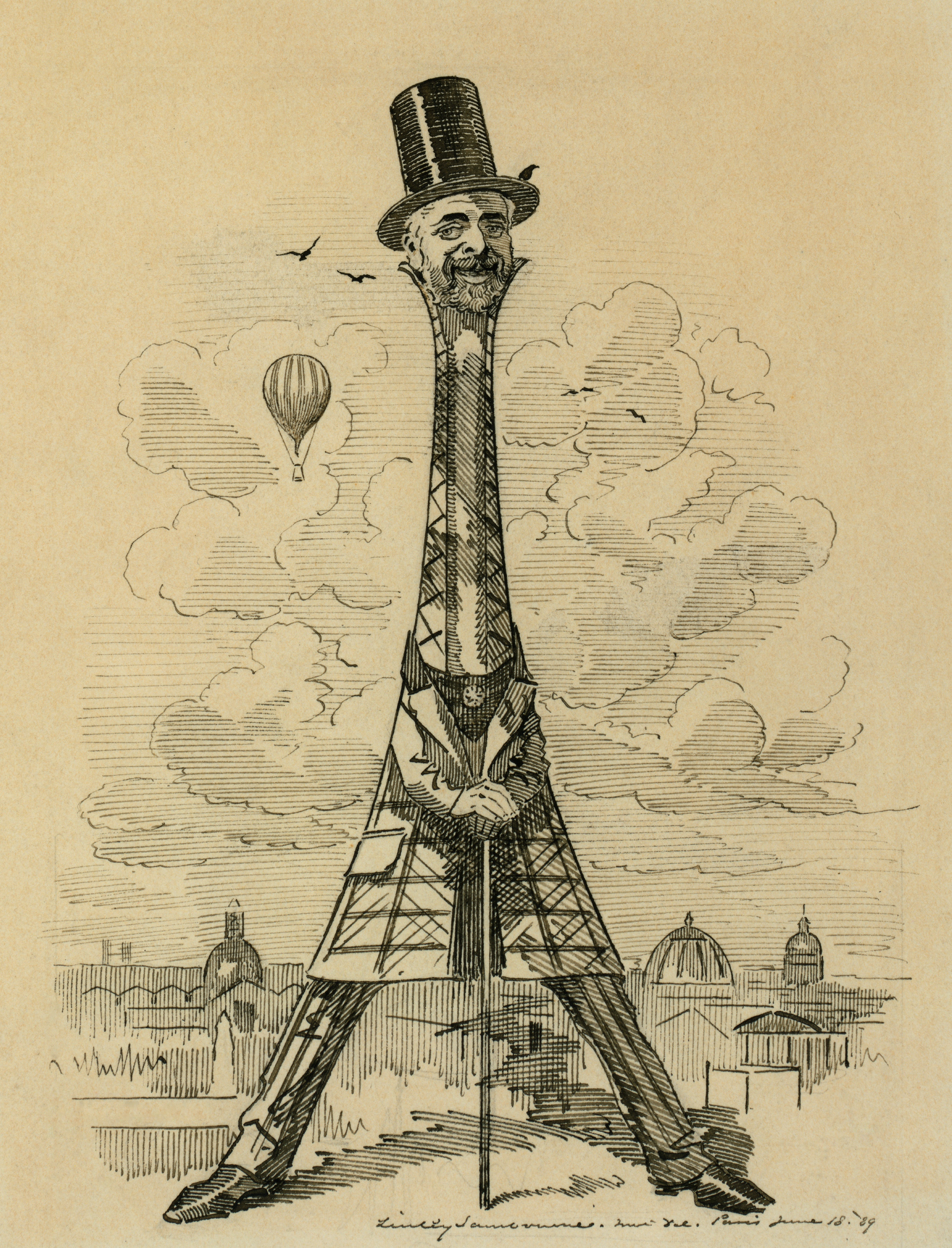
Caricature dans le magazine Punch.

Eiffel s'acharnera à en démontrer l'utilité. Il fera installer un laboratoire météo à son sommet en 1898 puis, quelques années plus tard, en 1901, un émetteur permanent de TSF. Il se sent obligé de trouver toutes sortes d'utilités scientifiques à la Tour : mesures de radioactivité, analyse de l'air, expérience du pendule de Foucault, etc. « Elle ne sera pas simplement un objet de curiosité pour le public, soit pendant l'Exposition, soit après, mais elle rendra encore de signalés services à la science et à la Défense nationale ».

### Eiffel et les nouvelles technologies

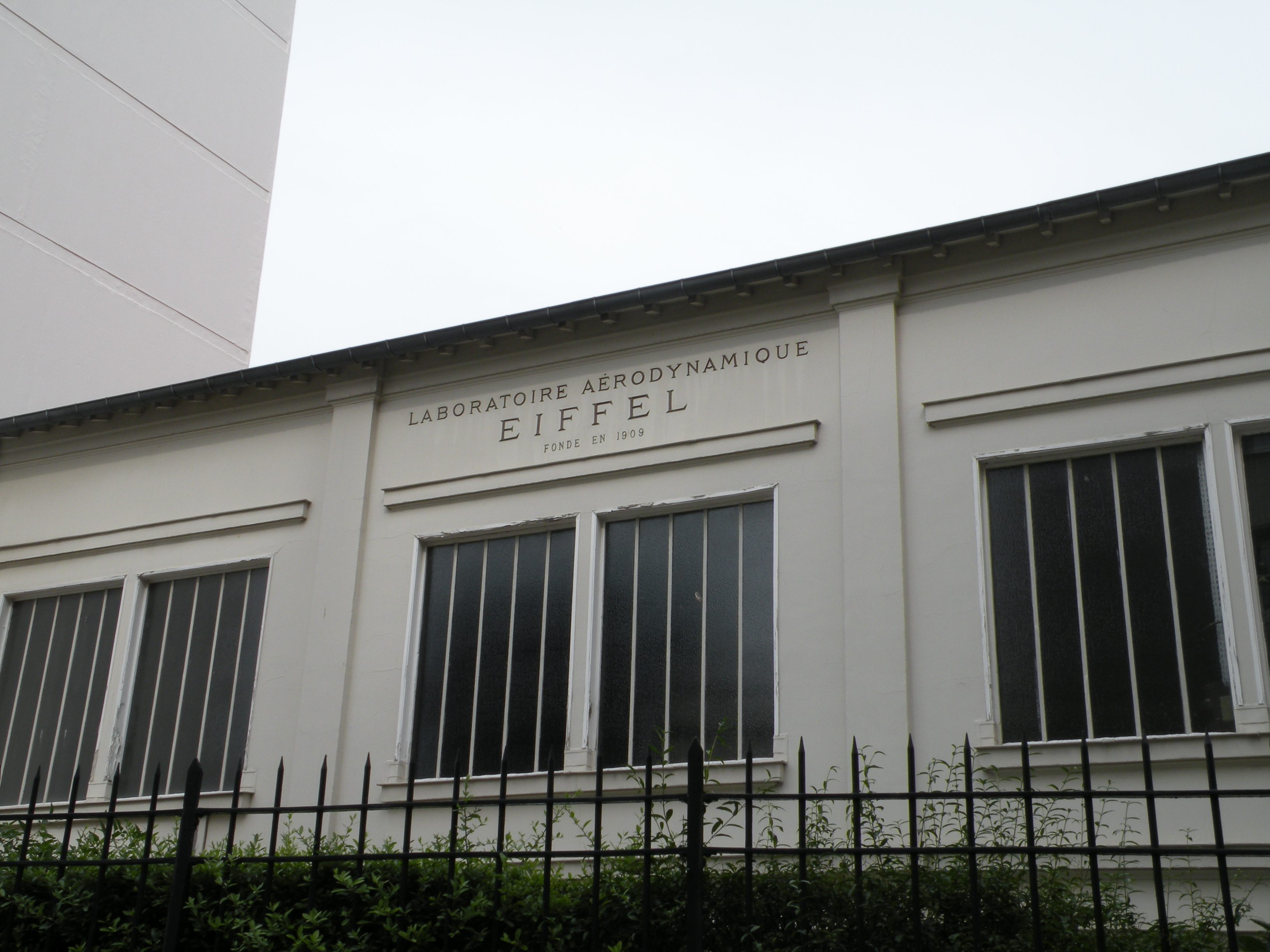
Le laboratoire aérodynamique d'Auteuil.

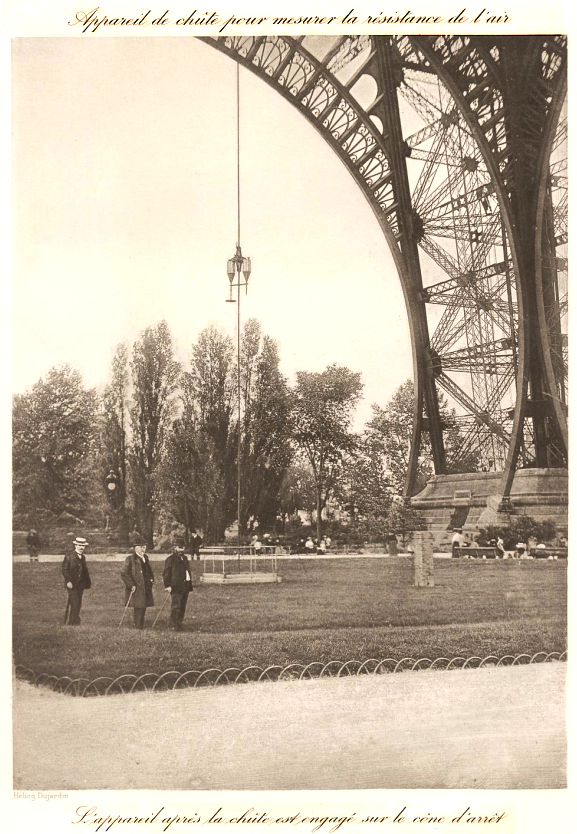
Appareil de chute d'Eiffel, après la chute.

Plus que la TSF, encore balbutiante (et en attendant la télévision), c'est en fait l'avènement de l'aviation et l'intérêt stratégique que lui portent désormais les militaires français qui sauve définitivement le monument du démantèlement qui le menaçait (déjà quelques ferrailleurs lui avaient fait des propositions écrites). « Cette tour présente un intérêt stratégique pour la Défense nationale », finit par déclarer le général Ferrié.
L'ingénieur, qui mise d'emblée sur l'avenir du « plus lourd que l'air », se lance dans des travaux d'aérodynamique, spécialité à laquelle il s'est précédemment intéressé lors de la construction de la tour (à cause de la tenue au vent de celle-ci). Il utilise d'ailleurs la tour pour réaliser des mesures de la traînée aérodynamique des corps avec un appareil dit « de chute libre » (image ci-contre à gauche). En 1909, il installe une première soufflerie au Champ-de-Mars, puis en 1912, une deuxième à Auteuil, dans le 16e arrondissement. Cette deuxième soufflerie, connue sous le nom de Laboratoire Aérodynamique Eiffel, est toujours en activité et est classée Monument Historique depuis 1997.
Dans la première soufflerie (qu'il appelle laboratoire), il confirme d'abord les résultats obtenus avec son appareil « de chute libre ». Cette soufflerie utilise, comme les souffleries modernes, le principe de mouvement relatif : les forces exercées sur un corps au repos dans un courant sont égales aux forces que subit un corps qui se meut à la même vitesse dans l'air au repos. La conception de la deuxième soufflerie (celle d'Auteuil, qui fonctionne toujours) inspirera un certain nombre de celles qui sont utilisées de nos jours.
En 1912, dans cette soufflerie d'Auteuil, les collaborateurs d'Eiffel, en mesurant la traînée de sphères de différents diamètres constatent que cette traînée diminue dans une certaine plage de vitesse (alors que cette vitesse augmente) : ils viennent de découvrir la crise de traînée de la sphère. À la même époque, Eiffel et ses collaborateurs établissent quantitativement dans cette même soufflerie qu'un corps 2D ou 3D génère moins de traînée lorsqu'il possède un avant arrondi et un arrière en pointe raccordé par un arrondi à la partie avant (c'est le corps de moindre traînée, souvent nommé de façon abusive « en goutte d'eau »).
Pendant la Première Guerre mondiale, Eiffel poursuit ses recherches sur les hélices, la voilure mais aussi sur les projectiles. Ses travaux aboutissent en 1917 à la conception d'un avion de chasse monoplan qu'il baptise Laboratoire Eiffel (en abrégé LE) mais le projet s'arrête après l'accident mortel du pilote du prototype en mars 1918. Après le conflit, il fait don de toutes ces installations à l'État, plus précisément au Service technique de l'aéronautique, en 1921.

### Fin de vie

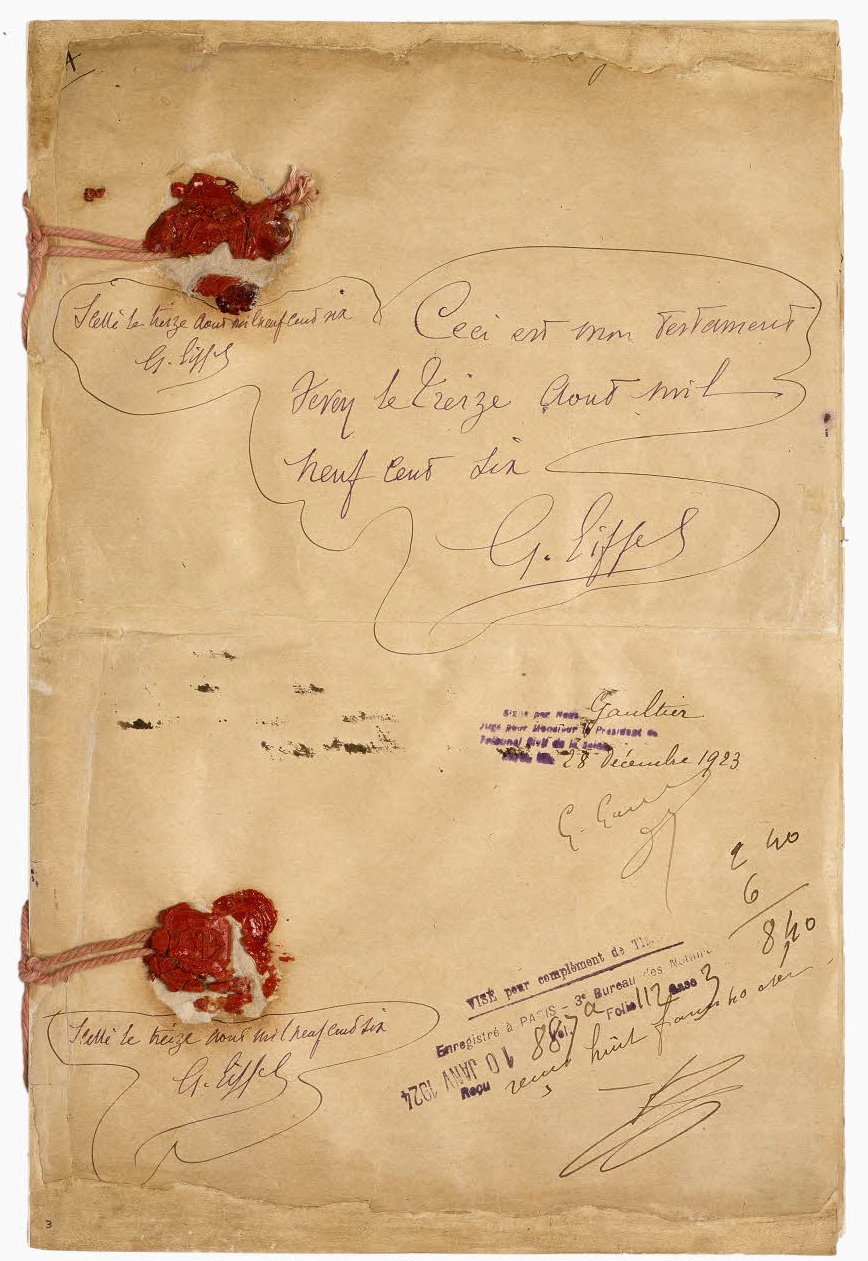
Testament de Gustave Eiffel datant du 13 août 1906, à Vevey (Suisse). Archives nationales.

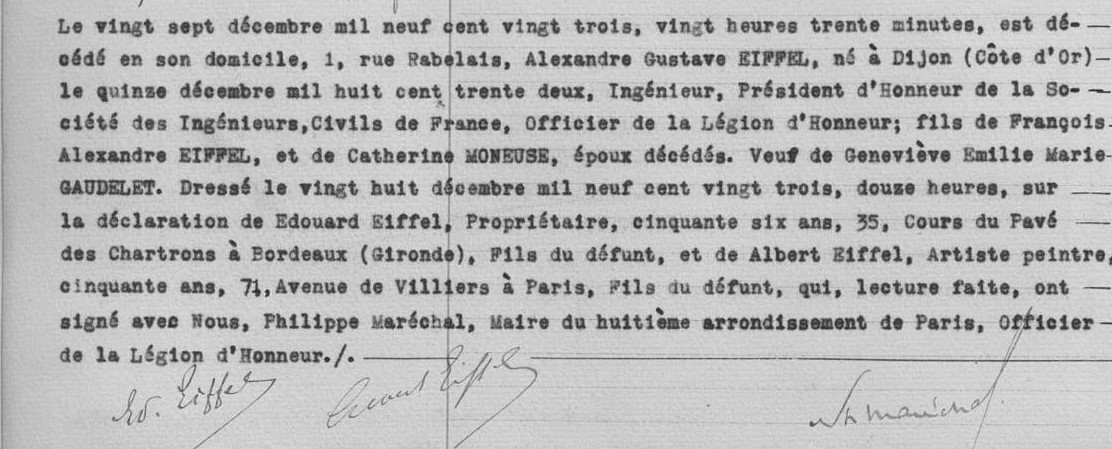
Acte de décès de Gustave Eiffel.

Gustave Eiffel est souvent considéré comme un espérantiste, soutenant dès 1910 le projet de langue internationale interculturelle et artificielle qu'est l'esperanto, inventée en 1887 et toujours active aujourd'hui, même si, de son propre aveu, il n'a jamais appris à la parler.
Il meurt le 27 décembre 1923 dans son hôtel particulier de la rue Rabelais à Paris. Ses obsèques sont célébrées en l'église Saint-Philippe-du-Roule le 31 décembre 1923 à 10 h 30, en présence de nombreuses personnalités. Le même jour, il est inhumé avec tous les honneurs dans le caveau appartenant à sa famille au cimetière de Levallois-Perret.
Le minutier central des notaires de Paris, département des Archives nationales, conserve son testament daté du 3 août 1906 et complété par des codicilles rédigés entre 1909 et 1922. Ce document est consultable sous la forme d'un microfilm, coté MC/MI/RS/1166, disponible sur le site parisien des Archives nationales.

## Protection de l'héritage de Gustave Eiffel
De nombreux ouvrages de Gustave Eiffel sont menacés et certains ont été détruits, comme au Viêt Nam.
Menacé de destruction, le pont ferroviaire de Bordeaux (dit aussi « passerelle Saint-Jean »), premier ouvrage de Gustave Eiffel en tant que maître d'œuvre, a fait l'objet d'une forte campagne de mobilisation. Ces démarches, entreprises dès 2002 par l'Association des Descendants de Gustave Eiffel et poursuivies ensuite à partir de 2005 par l'Association Sauvons la Passerelle Eiffel, ont permis en 2009 de faire inscrire le pont aux monuments historiques et finalement en 2010 de le faire classer. En 2019, il fait l'objet de travaux de sauvegarde. En 2022, les financements sont trouvés pour réaménager la passerelle en traversée piétonne agrémentée de bâtiments abritant des activités tertiaires, commerciales et culturelles.
Le viaduc de Garabit, l'une des œuvres les plus emblématiques de Gustave Eiffel, a été classé au titre des monuments historiques en 2017 (après une première inscription en 1965). Le viaduc est resté en service 132 ans avant la fermeture en 2009 du tronçon de la ligne ferroviaire entre Saint-Chély-d'Apcher (Lozère) à Neussargues (Cantal) en raison de fissures découvertes dans l'une des maçonneries des piles (la ligne étant rouverte en novembre 2021).
Le pont Maria Pia qui franchit le fleuve Douro à Porto a été désaffecté en 1991 après 114 ans de service ferroviaire, à l'inauguration du pont de remplacement Ponte de São João (en). Il est laissé sans maintenance jusqu'en 2002, puis repeint en 2009. Un projet de le transformer en traversée piétonnière et cycliste était à l'étude à l'occasion des 140 ans du pont en juillet 2017, mais aucun financement n'a été trouvé.
Depuis 2018, le viaduc de Garabit et le pont Maria Pia se présentent parmi six ponts métalliques dits à grande arche de la fin du XIXe siècle dans une démarche d'inscription au patrimoine mondial de l'UNESCO.
Le laboratoire aérodynamique Eiffel permet dès sa création de produire des vents allant jusqu'à 100 km/h, ce qui lui permet de contribuer activement aux progrès de l'aéronautique. À partir des années 1950, l'industrie automobile fait régulièrement appel aux services de la soufflerie qui, aujourd'hui, concentre son activité sur la tenue au vent des ouvrages d'art et la ventilation naturelle des bâtiments. M. Martin Peter, actuel conservateur du laboratoire, a consacré l'ensemble de sa carrière professionnelle à la préservation et à la diffusion de l'héritage de Gustave Eiffel dans le domaine de l'aérodynamique. Propriétaire du laboratoire de 1983 à 2002, il a notamment œuvré au classement de la soufflerie aux monuments historiques en 1996. Le laboratoire est aujourd'hui la propriété du Centre scientifique et technique du bâtiment, ce qui en assure la préservation.

## Hommages
- Il est l'un des membres d'honneur de la Société nationale des beaux-arts en 1913[64].
- En 1929 est inauguré un buste de lui par Antoine Bourdelle au pied de la tour Eiffel.
- Un billet de 200 francs à son effigie est en circulation entre 1996 et 2002.
- À Gagny, le lycée général et technologique Gustave-Eiffel porte son nom.
- À Dijon, le lycée scientifique et technologique Gustave-Eiffel, ouvert à la rentrée 1966, porte son nom.
- L'astéroïde (37683) Gustaveeiffel est nommé en son honneur.
- L'informaticien Bertrand Meyer, concepteur du langage Eiffel l'a nommé en référence à l'ingénieur français, et notamment par rapport à la construction de la tour Eiffel qui s'est déroulée dans les délais et dans les limites du budget. Cette référence se veut un clin d'œil à la philosophie du langage Eiffel qui prône de saines pratiques lors du développement de grands projets logiciels [réf. nécessaire].
- Le 100e anniversaire de la mort de Gustave Eiffel est inscrit à la liste des célébrations d'anniversaire auxquelles l'UNESCO est associée en 2022/2023.

## Publications
- Travaux scientifiques exécutés à la tour de trois cents mètres de 1889 à 1900, L. Maretheux, imprimeur (Paris), 1900 (lire en ligne, sur Gallica).
- La résistance de l'air : examen des formules et des expériences, Paris, H. Dunod et E. Pinat, 1910 (lire en ligne).
- La résistance de l'air et l'aviation : expériences effectuées au laboratoire du Champ-de-Mars, Paris, H. Dunod et E. Pinat, 1910 (lire en ligne).
- Conférence faite à l'Aéro-club de France sur la résistance de l'air et l'aviation, Paris, Aéro-Club de France, 1911. (lire en ligne).
- Les nouvelles recherches expérimentales sur la résistance de l'air et l'aviation faites aux laboratoires du Champ de Mars et d'Auteuil, Paris, Société des ingénieurs civils de France, 1912 (lire en ligne).
- Nouvelles recherches sur la résistance de l'air et l'aviation faites au laboratoire d'Auteuil par G. Eiffel, Paris, Dunod et Pinat, 1914.

## Mystifications et démystifications
On attribue à tort à Eiffel maints ouvrages métalliques :
- la charpente métallique de la poste centrale de Saïgon (Viêt Nam). La charpente n’est pas mentionnée dans la liste officielle des charpentes métalliques fabriquées par la société Eiffel, établie par l’Association des descendants de Gustave Eiffel (ADGE)[65],[66].
- les ouvrages en fer cités dans la publication de la fondation de la société de la tour Eiffel consacrée en 2011 aux mythes et histoires Eiffel en Amérique du Sud. Telle la gare routière de La Paz en Bolivie aucun fait historique n'ayant pu être établi[67] ;
- le viaduc de Busseau, près d'Ahun, dans la Creuse a été construit par les ingénieurs Francis Lloyd et Wilhelm Nördling de la compagnie du chemin de fer de Paris à Orléans ;
- la construction en 1846 du pont-canal de Barberey-Saint-Sulpice, près de Troyes, que d'aucuns appellent « pont Eiffel » ou « pont genre Eiffel » est due en réalité à l'ingénieur Pierre-Olivier Lebasteur. À cette époque, Gustave Eiffel n'avait que 14 ans ;
- les serres du Château d'Aubiry faussement attribuées à Gustave Eiffel sont en réalité l'œuvre des Établissements Guillot-Pelletier fils et Jouffray[68] ;
- la Tour Eiffel a été vendue, par deux fois, par l'escroc Victor Lustig à des ferrailleurs.

## Culture populaire
Gustave Eiffel est cité ou apparait dans certaines œuvres de fiction :
- dans le film À la poursuite de demain, Eiffel est l'un des fondateurs de Tomorrowland ;
- il est présenté dans le film Men in Black: International comme étant l'un des premiers Men in Black ;
- l'ingénieur est le personnage principal du film Eiffel (2021). Ce film est une fiction librement inspirée de faits historiques et comporte des transformations et oublis significatifs comme le rôle central de Koechlin et Nouguier dans la construction de la tour. La trame narrative repose sur les retrouvailles fictives entre Gustave Eiffel et un amour de jeunesse.
- "Alec Eiffel", troisième titre de l'album, Trompe le Monde (1991) est un hommage des Pixies à l'esprit visionnaire de Gustave Eiffel.